# Weinbau in Griechenland

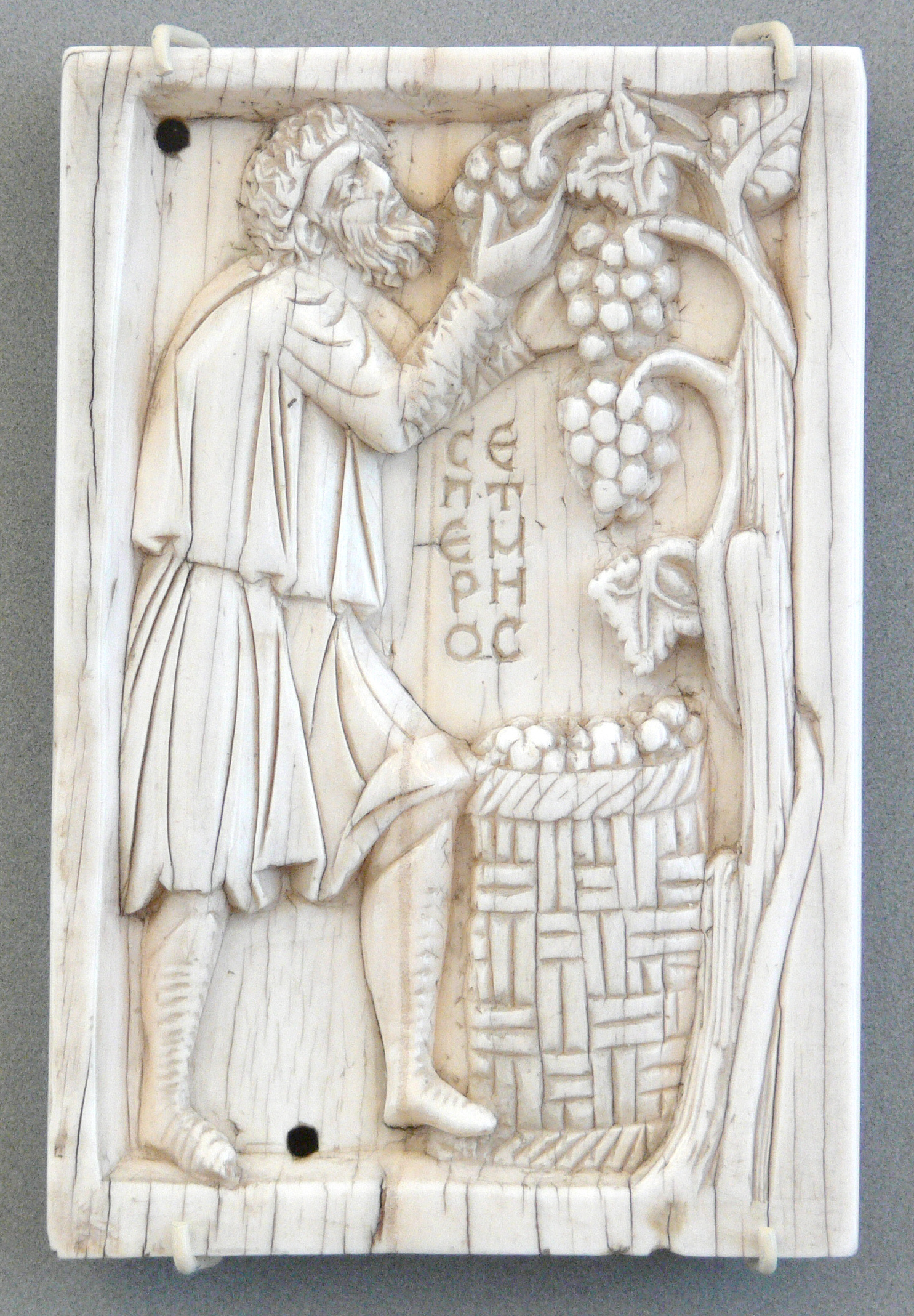
Byzantinisches Relief „CΕΠΤΕΜΡHΟC“ (September), 10.–11. Jh.

Der Weinbau in Griechenland hat eine lange, in die Antike zurückreichende Tradition. Während der Zeit des Byzantinischen Reichs, spätestens mit der Zugehörigkeit Griechenlands zum Osmanischen Reich ab dem 15. Jahrhundert gab es praktisch keinen Fortschritt mehr im Weinbau. Erst mit dem Ende der griechischen Militärdiktatur im Jahr 1974 sind die politischen Rahmenbedingungen für einen Qualitätsweinbau wieder gegeben. Griechische Winzer sind in den letzten 20 Jahren dazu übergegangen, in der Mehrzahl trockene Weine zu erzeugen. Nach einer Periode, während der der Weinbau durch Winzergenossenschaften dominiert wurde, setzen seit den 1970er Jahren private Weingüter qualitative Ausrufezeichen. Durch Investitionen in die Kellertechnik konnten griechische Spitzenbetriebe seit den 1980er Jahren an den internationalen Standard anknüpfen. Ein konsequentes Rodungsprogramm minderwertiger Rebsorten und der Rückzug in höher gelegene, kühlere Gebiete in Verbindung mit modernisierten Anbaumethoden und der Kultivierung von Qualitätsreben sind Anzeichen einer neuen Qualitätspolitik des Weinbaus in Griechenland. Das zentrale Weininstitut in Athen trägt Sorge, dass sich die griechische Weinwirtschaft in puncto Qualität weiterentwickelt.
Das insgesamt milde Klima mit ausreichend Sonnenstunden in einer gebirgigen Landschaft mit zum größten Teil kalkhaltigen und vereinzelt vulkanischen Böden schaffen die Bedingungen für den Ausbau von Weinen guter Qualität. Gleichzeitig profitiert der Weinanbau von der Vielfalt der Böden und der großen Anzahl an einheimischen, autochthonen Rebsorten, deren Potential noch nicht ausgeschöpft ist. Von den 113.000 Hektar Anbaufläche für Reben werden etwas mehr als die Hälfte für die Weinerzeugung genutzt, 10 Prozent entfallen auf den Tafeltraubenanbau und 30 Prozent dienen als Grundprodukt zur Erzeugung von Rosinen. Von insgesamt 4.000.000 hl produziertem Wein im Jahr 2005 gingen lediglich 289.000 hl, also knapp 7 Prozent in den Export. Im selben Jahr lag die durchschnittliche Exportrate weinbautreibender Länder in der Europäischen Union bei 31 Prozent. Im Jahr 2000 lag der generierte Deckungsbeitrag der Weinbauern bei 146 Millionen Euro.
In der Aufstellung der ersten zwanzig Erzeugerländer weltweit aus dem Jahr 2005 lag Griechenland auf dem 13. Rang.

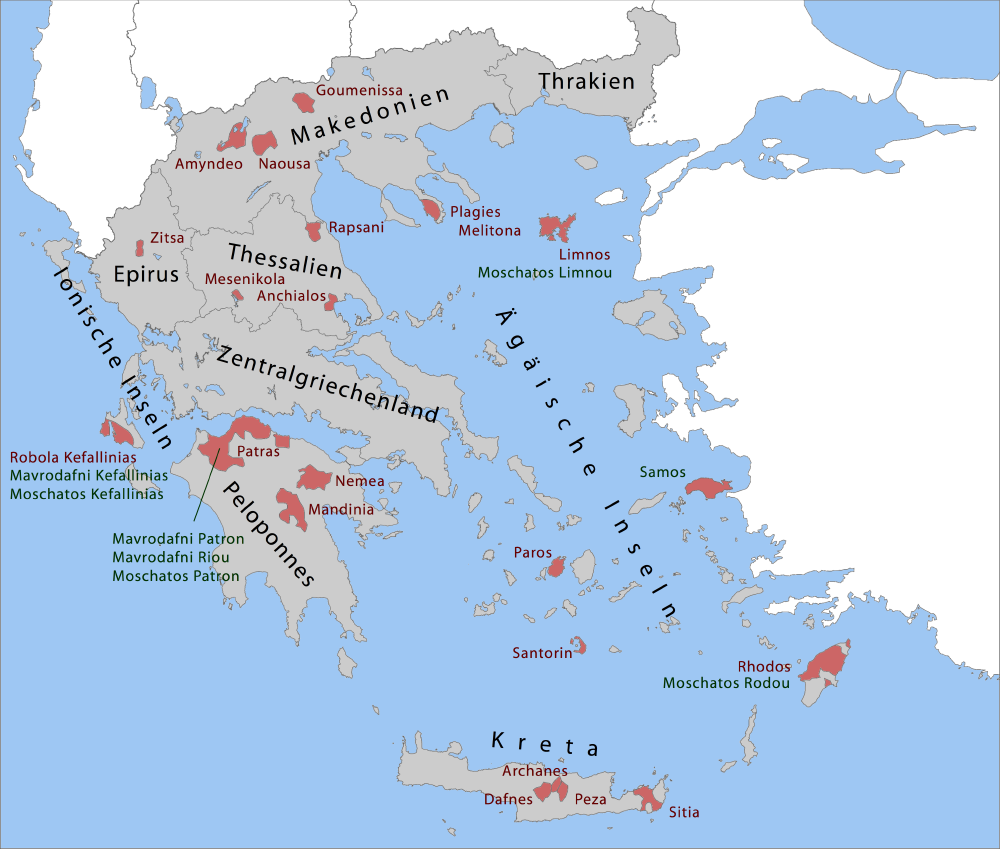
Griechische Weinbauregionen mit OPAP- (rote Schrift) und OPE-Appellationen (grüne Schrift)

## Geschichte

### Der Weinbau im Griechenland der Antike

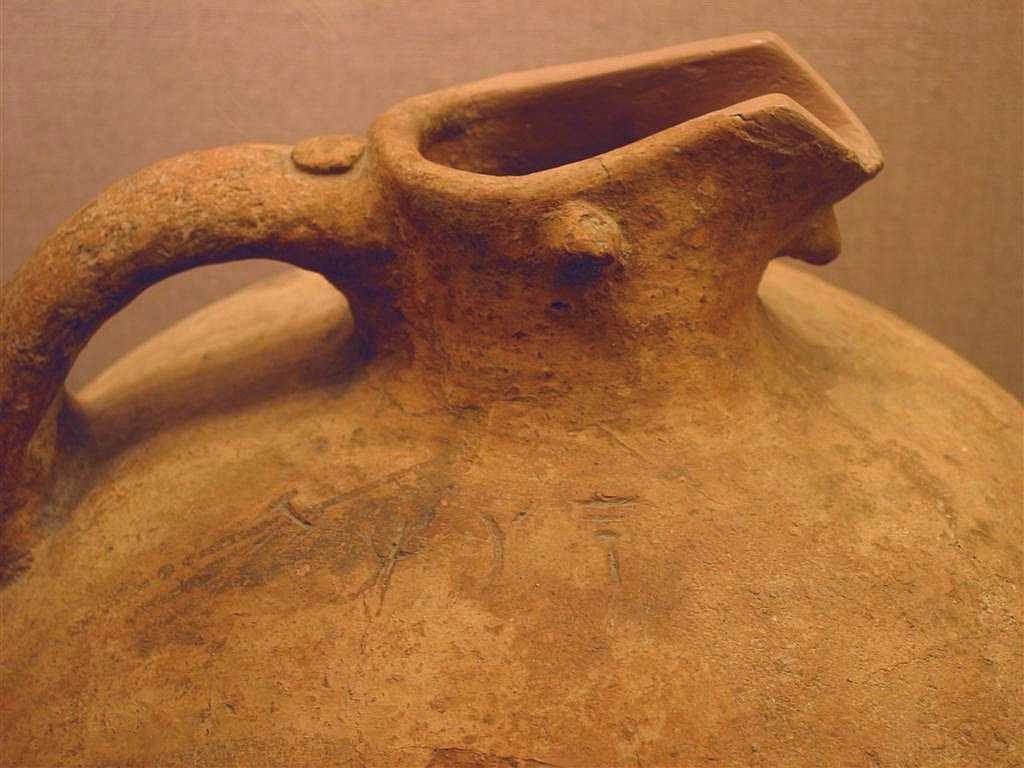
Gefäß mit einer Inschrift mit Linearschrift A. Ein Ideogramm dieser Schrift konnte dem Wein zugeordnet werden.

Aus archäologischen Funden von Kernen in Dikili Tash, einem Tell bei Philippi im Regionalbezirk Drama, gewannen Forscher die Kenntnis, dass in Griechenland bereits in der späten Jungsteinzeit Beeren der Wilden Weinrebe verarbeitet wurden. Nach einem Fund auf dem Gebiet des heutigen Irans handelt es sich um das zweitälteste Zeugnis dieser Art weltweit.

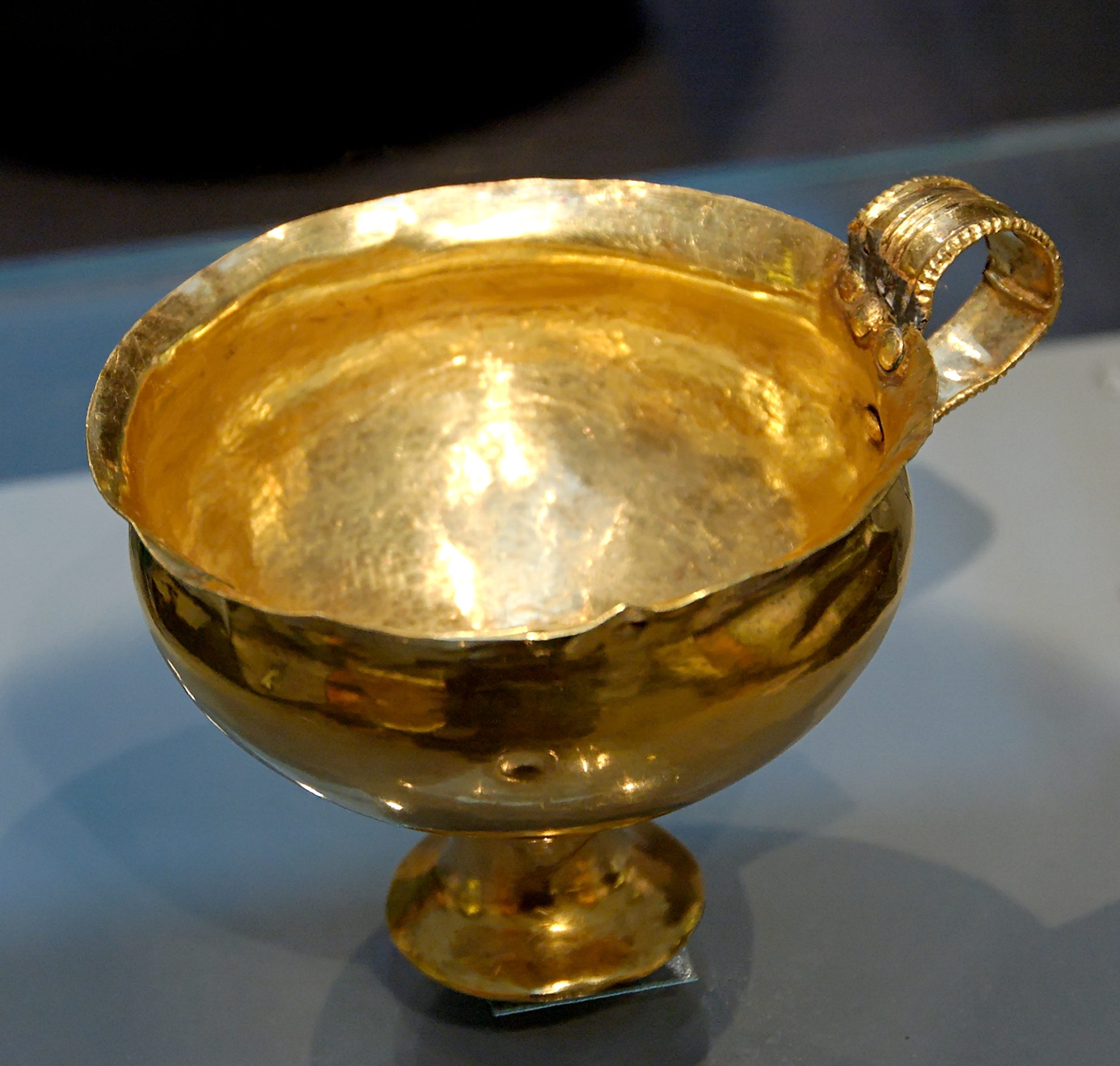
Goldenes Trinkgefäß, das auf das Jahr 1500 v. Chr. datiert wurde und aus einem der Schachtgräber Mykenes stammt

Aus der frühen Bronzezeit finden sich schon zahlreiche Belege einer weiten Verbreitung der Rebe. Ausgrabungen auf der Insel Kreta zeigen die vorgriechische Geschichte des Weinbaus in der Region. In Vathypetro (griechisch Βαθύπετρο), einer Ausgrabungsstätte in der Nähe von Archanes, ist eine der ältesten Weinpressen der Welt zu sehen. Die ausgegrabene Steinkelter und zahlreiche Tongefäße aus der minoischen Kultur belegen, dass auf Kreta die Wiege des gewerblichen griechischen Weinbaus stand. Die noch heute erzeugten geharzten Weine dürften ihren Ursprung in der ehedem praktizierten Konservierungsmethode haben, bei der die Wände der Amphoren mit Harz abgedichtet wurden.
Durch intensive Handelsbeziehungen kamen Wein und Weinbau schon bald auf die Insel Santorin. Über die Kykladen fand der Weinbau seinen Weg auf das griechische Festland. Vermutlich war dies jedoch nicht der einzige Weg seiner Verbreitung. Da den Altbabyloniern der Weinbau mindestens genauso früh wie den Ägyptern bekannt war, ist auch eine Verbreitung über die heutige türkische Westküste des damaligen Kleinasien über die Ägäischen Inseln wahrscheinlich.
Archäologische Belege eines intensiven Weinbaus während der mykenischen Kultur zwischen 1600 und 1150 v. Chr. sind reichhaltig vorhanden. Neben getrockneten Kernen und Überresten gepresster Beeren finden sich zahlreiche Abbildungen auf Keramikarbeiten wie etwa Töpfen und Vasen.

#### Rituale, Feste und Gefäße

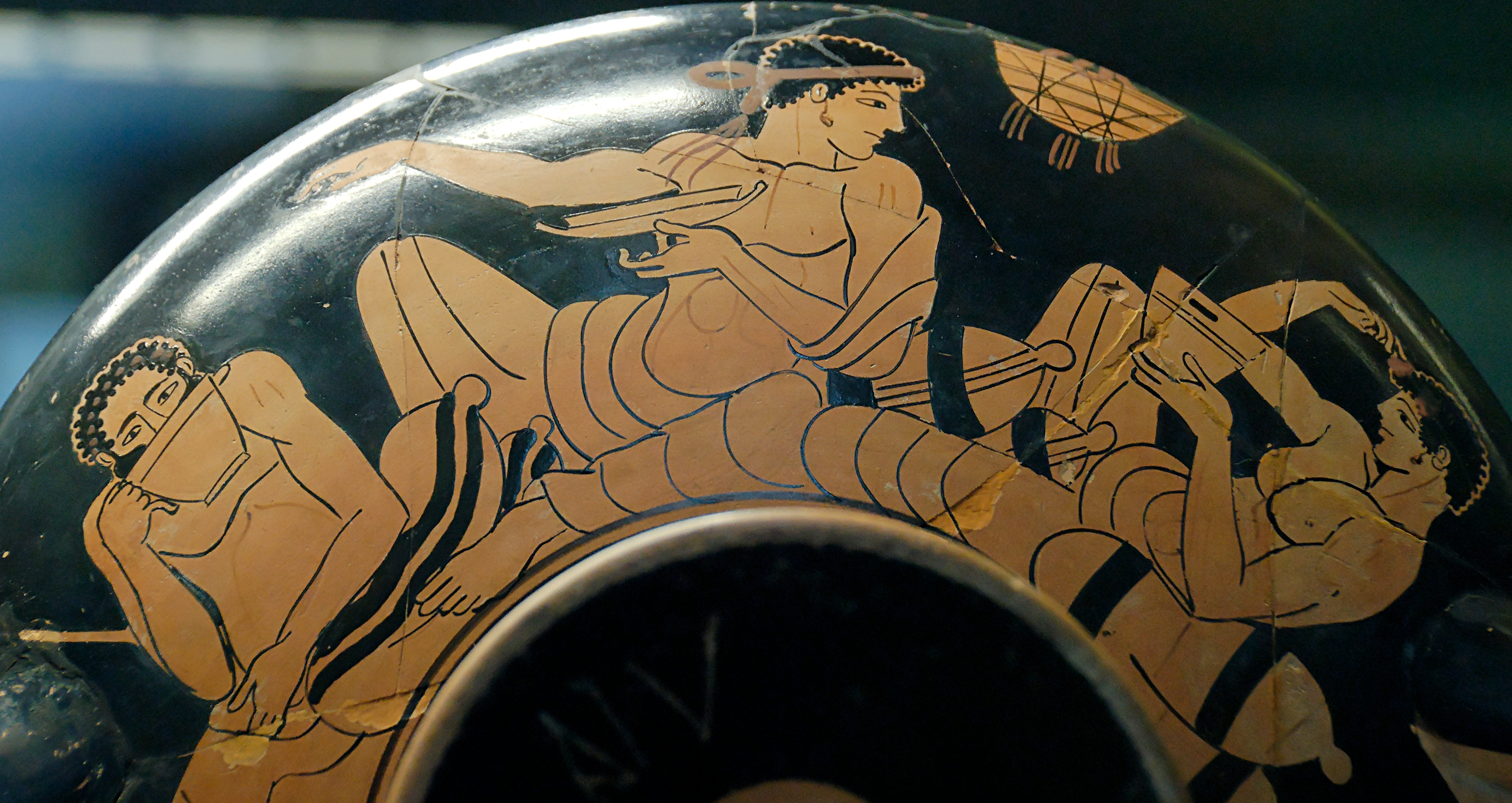
Zwei junge Männer mit Skyphoi flankieren einen Dritten mit einer Trinkschale; Außenseite einer attisch-rotfigurigen Trinkschale des Käfig-Malers, um 490/80 v. Chr.

In der griechischen Religion war das Trankopfer aus Flüssigkeiten wie Wasser, Milch, Honig, Wein oder Öl die häufigste Kulthandlung. Es geschah morgens und abends, zum Gebet, beim Eid, bei Antritt einer Reise oder bei Symposien und Gastmählern. Die beim Trankopfer verwendeten Gefäße unterschieden sich meist von denen für den Alltagsgebrauch. Ein gängiges Gefäß war das Rhyton, libiert wurde mittels Phiale (φιάλη oder phialē) beziehungsweise Patera (beides Opferschalen) sowie Lagynos und Guttus (Opferkannen).
Im Oktober feierte Athen das Weinlesefest Oschophoria. Im Winter folgten die Lenäen, bei denen ursprünglich um Wachstum und Fruchtbarkeit des neuen Jahres gebeten wurde. Im Februar fanden die Anthesteria statt, die nachweislich seit dem 15. Jahrhundert v. Chr. gefeiert wurden. Später kamen noch die Dionysien hinzu.

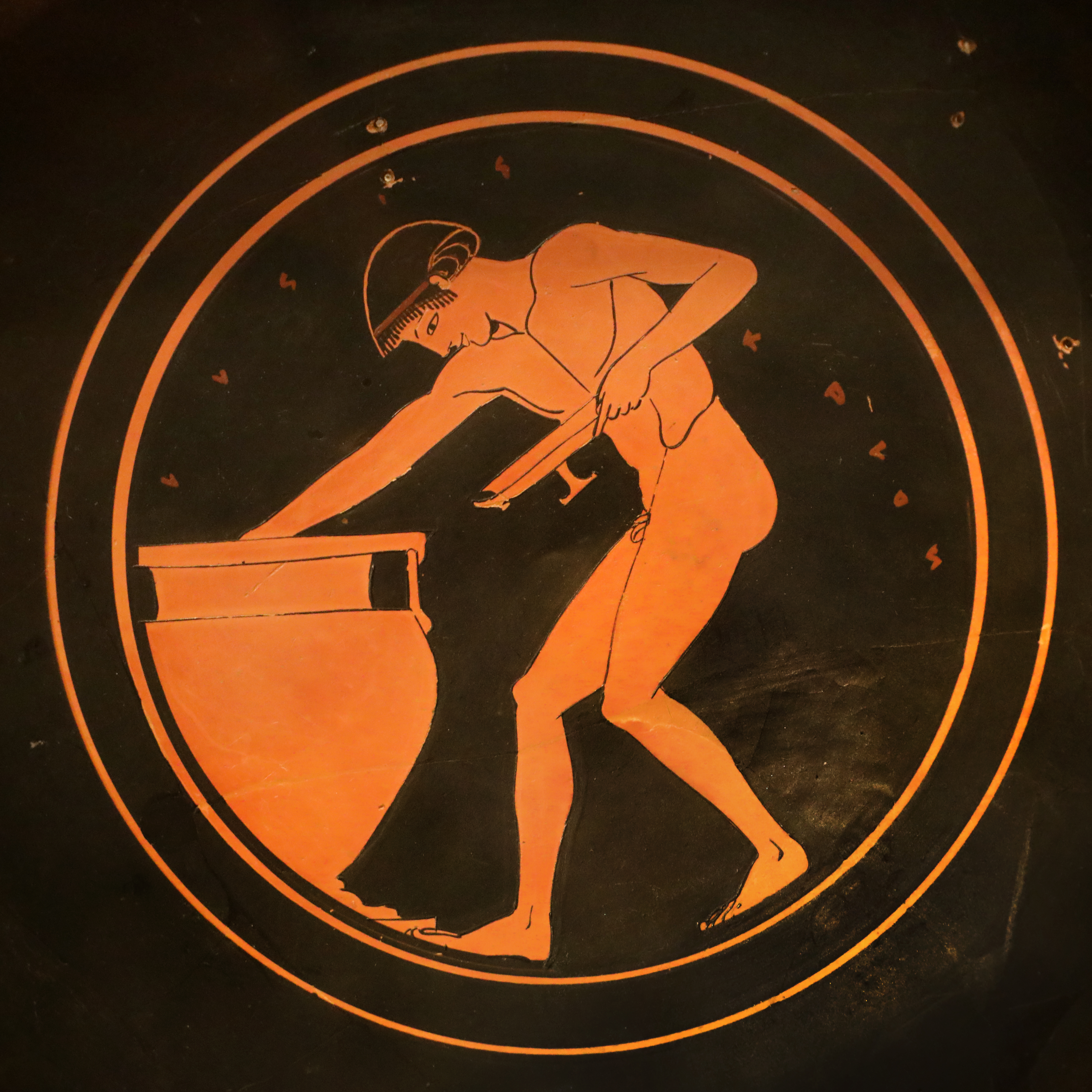
Jugendlicher beim Befüllen einer Trinkschale aus einem Kolonettenkrater; Tondo einer attisch-rotfigurigen Trinkschale des Antiphon-Malers, um 490/80 v. Chr.

In einem Linos genannten Gefäß wurden die Beeren zerstampft. Der gewonnene Saft wurde zur alkoholischen Gärung meist mittels eines Weinschlauchs aus Ziegenfell in einen Pithos gegeben. Amphoren wurden in der Antike als Speicher- und Transportgefäße für Öle und Wein, Garum, Südfrüchte wie Datteln und anderes benutzt.
Wein wurde grundsätzlich mit Wasser getrunken, der Genuss von unverdünntem Wein galt als Merkmal der Barbaren. Nur bei dem Trankopfer zu Beginn eines Symposions wurde unvermischter Wein verwendet. Zum Verdünnen nutzten die Griechen als Mischgefäß in der Anfangszeit häufig den Weinkessel (Lebes oder fälschlicherweise häufig als Dinos bezeichnet), später setzten sich jedoch andere Formen des Kraters durch. Zur Kühlung nutzte man einen Einsatz für den Krater, Psykter genannt. Zu diesem Zweck war er mit frischem Wasser oder seltener mit Hagel oder Schnee gefüllt.
Zum Befüllen der Transportgefäße verwendete man Kellen oder Gefäßformen wie den Kyathos. Zum Transport und Einschenken wurden Kannen, so Oinochoen oder Olpen, benutzt. Als Trinkgefäß dienten der Skyphos, der Kantharos sowie die zeitweise sehr populäre Trinkschale Kylix. In manchen Regionen bildeten sich Sonderformen als Trinkgefäß heraus, in Lakonien etwa war die Lakaina besonders beliebt. Mit ihrer Trink- und Gelagekultur hatten die Griechen großen Einfluss auf andere mediterrane Gebiete; vor allem die Etrusker orientierten sich sehr an der griechischen Trinkkultur.

#### Erste Erwähnung in der Literatur

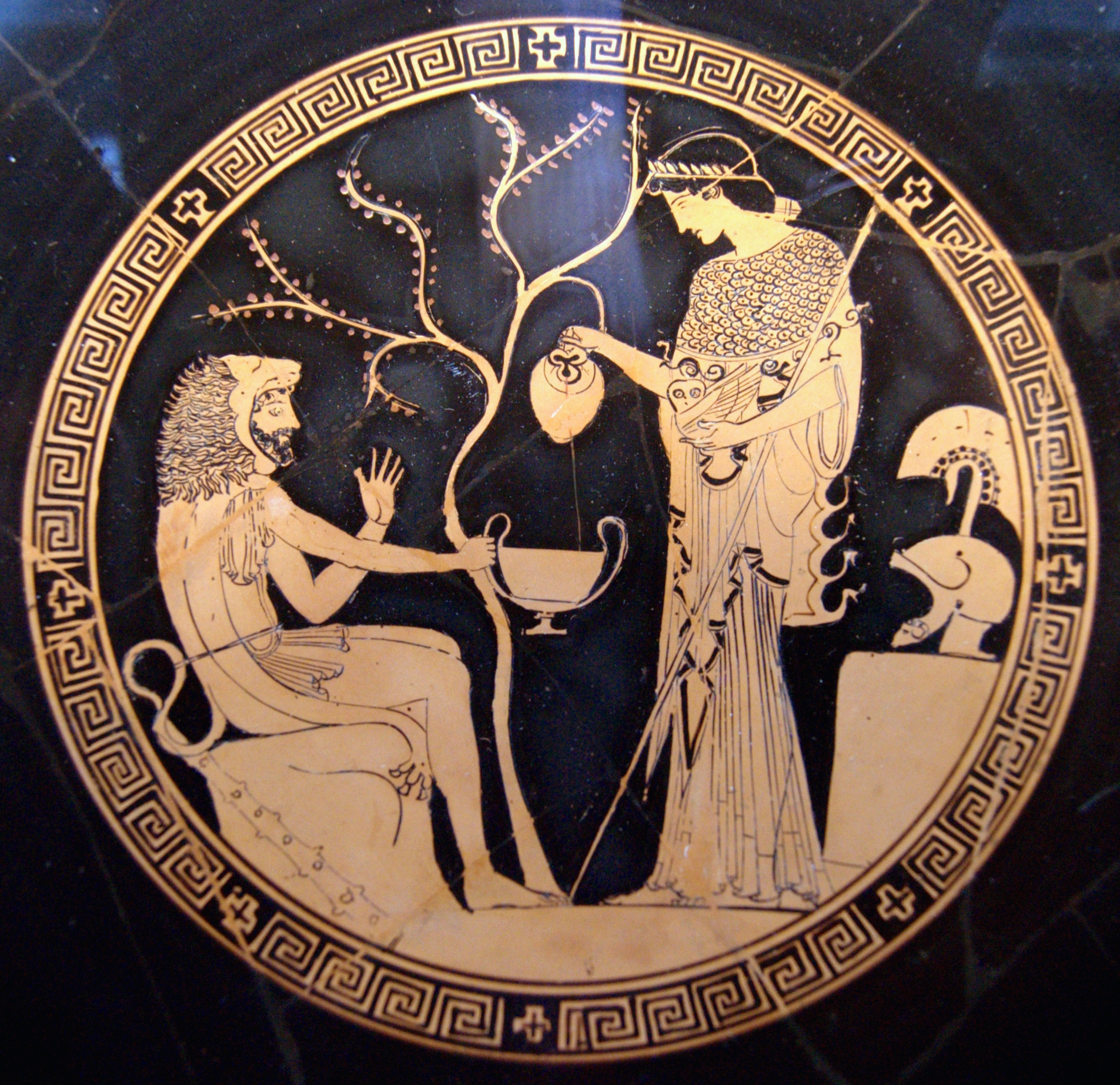
Wein und Götter: Athene füllt aus einer Oinochoe Wein in den Kantharos des Herakles; Tondo einer attisch-rotfigurigen Trinkschale des Python und Duris, um 480/470 v. Chr.

Die Zeiten zwischen 1200 v. Chr. und ca. 750 v. Chr. sind mangels Schriftquellen oder archäologischer Funde wenig erforscht und werden auch als Dunkle Jahrhunderte bezeichnet. Es ist die Zeit zwischen dem Ende der mykenischen Palastzeit und dem Aufschwung in der spätgeometrischen und archaischen Zeit etwa ab 750 v. Chr. Schon im Werk von Homer wird der Wein als ein wichtiger Teil der Alltagskultur dargestellt. Auch wenn der von Homer erwähnte mythische Nestorbecher bislang nicht gefunden wurde, sind etliche Beschreibungen Homers durch archäologische Funde belegt.
Hesiod war der erste griechische Autor, der in seinem Werk auf die Arbeit im Weinberg und den Ausbau von Wein eingeht. In seinem epischen Lehrgedicht Werke und Tage berichtet der im 7. Jahrhundert vor Chr. lebende Autor von der Weinlese der Insel Chios. Darüber hinaus berichtet Hesiod über die korrekte Lagerung des Weins.
Auf Theophrastos von Eresos gehen die ersten botanischen Beobachtungen zurück. In seiner Naturgeschichte der Gewächse behandelt Theophrastos vor allem Fragen der Holztechnologie und der Holzbenutzung, aber auch die Standortskunde diverser Nutzpflanzen einschließlich der Rebe. In seinem Werk Περὶ ὀσμῶν (Über die Gerüche) beschreibt er den Einfluss von Böden und der Wasserversorgung auf den Wein und fasst die Gewürze zusammen, die einem Wein zur Verbesserung hinzugegeben werden können.

#### Archaische Zeit

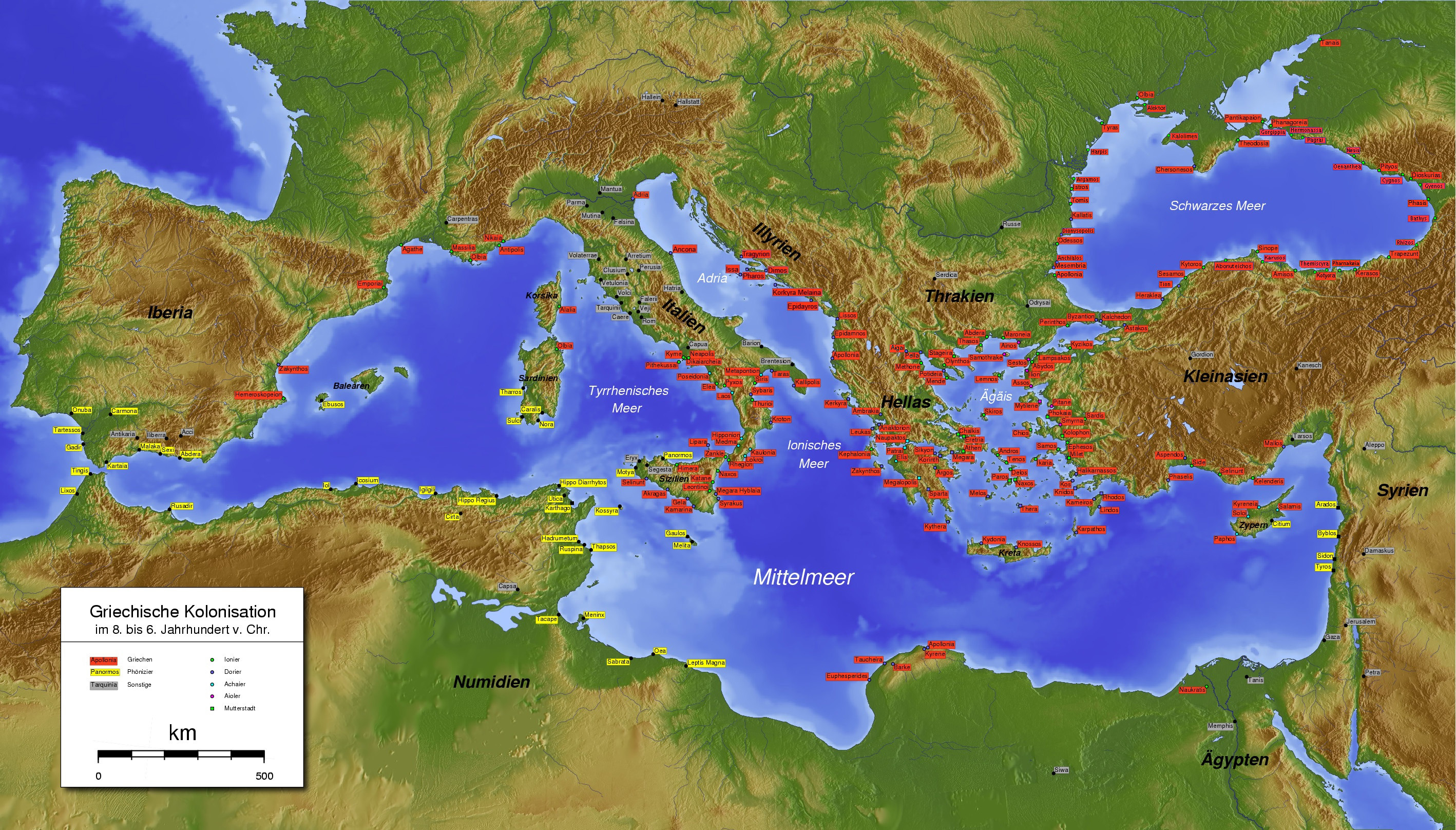
Griechische und phönizische Kolonisation

In der archaischen Zeit (700 – 500 v. Chr.) kam es zur großen Kolonisation des Mittelmeerraums. Gründe waren neben Überbevölkerung und Sicherung von Handelswegen auch innere Kämpfe in Griechenland. Der Weinexport profitierte von dieser Kolonisation in erheblichem Maße. Neben Athen als wichtigstem Inlandsmarkt wurden Märkte am Schwarzen Meer, entlang der Donau bis in das Gebiet des heutigen Österreich, in Süditalien nach Solunt und nach Etrurien erschlossen. Wichtigstes Transportmittel war das Schiff. Mit der Gründung von Massalia, dem heutigen Marseille vermittelten die Griechen den dortigen Kelten erste Einblicke in einen gewerblichen Weinbau und legten damit noch vor den Römern den Grundstein des Weinbaus in Frankreich.

#### Frühe Weingesetzgebung
Schon früh wurde Wein ein beliebtes Handelsgut. Von Homer wissen wir um den pramnios oinos, einem Wein der Insel Ikaria. Die Bekanntheit ging später so weit, dass der pramnios oinos zum Synonym für kräftigen, alkoholreichen Wein stand und nicht notwendigerweise von Ikaria kommen musste. Wenig später galten Weine der ägäischen Inseln als hervorragend. Die Weine der Insel Chios genossen dabei den besten Ruf, aber auch die Erzeugnisse von Lesbos und Thasos standen den erstgenannten kaum nach.
Welchen Stellenwert Wein spätestens seit dem 5. Jahrhundert v. Chr. erlangte, zeigt das Beispiel von Thasos, der nördlichsten Ägäisinsel: Hier kannte man schon vor 2.400 Jahren ein Weingesetz. Auf zwei Marmorplatten, die auf Thasos gefunden wurden, fanden sich Inschriften, die sich auf Regularien zur Weinerzeugung und zum Weinhandel bezogen. Reguliert wurde neben der Besteuerung der Handel mit Trauben, Most und Wein. Zur Kontrolle des Exports wurden die Amphoren mit Stempeln gekennzeichnet.
Außer einer Weinbesteuerung erließen die Herrscher gesetzliche Regelungen für die Weinherstellung. Auch beschäftigte man sich im antiken Griechenland ernsthaft mit der Rebkultivierung. Der enorme Wissensstand der alten Griechen leistete anderen Völkern auch in Bezug auf Weinbau Entwicklungshilfe.

### Römer und Byzantiner
Es wird angenommen, dass der Weinbau im antiken Griechenland seine goldene Ära zwischen dem 6. und 4. Jahrhundert v. Chr. hatte. Aber auch unter den Römern und den Byzantinern behielt der Weinbau in Griechenland zunächst seinen hohen Stellenwert. Die Stadt Athen verlor jedoch nach dem Ende des Hellenismus zusehends an Bedeutung. Der schwierigere Zugang zu den bedeutendsten Umschlagplätzen im Mittelmeerraum zeigte Wirkung; der Ruf griechischer Gewächse verblasste zusehends.

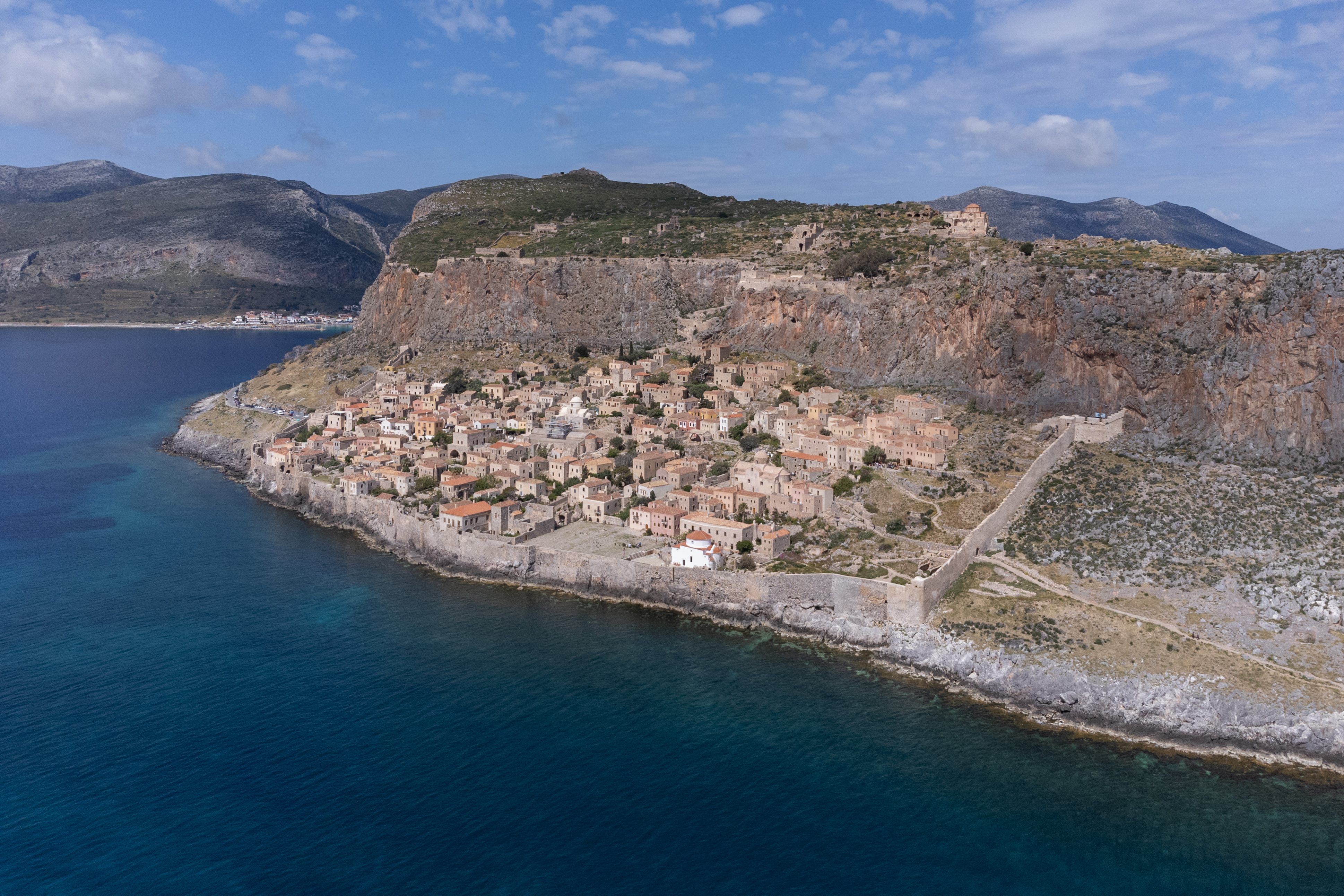
Das heutige Monemvasia ist der Namensgeber eines der bedeutendsten Exportgüter des östlichen Peloponnes, des Malvasia-Weins.

Das Verbot des Götterglaubens in Griechenland nach der Einführung des Christentums hatte zumindest kurzfristig Einfluss auf den Wein, da fast alle Handlungen im Weinbau einen Bezug zum nunmehr verbotenen Gott Dionysos hatten. Die Verlagerung der Macht von Rom nach Konstantinopel nach der Reichsteilung von 395 erbrachte nicht die erhoffte Erleichterung des Exports. Der Weinbau beschränkte sich fast nur noch auf den Eigenverbrauch oder den Verbrauch in den Klöstern.
Abgesehen von Harz wurde das Aromatisieren von Weinen nahezu aufgegeben. Das Verdünnen von Wein galt ebenfalls als verpönt. Gleichwohl erhielt sich der Name krasi, abgeleitet vom griechischen Verb für „mischen“ (κεραννυμι › Aorist ἐκερασα), der daher auch vormals ausschließlich für verdünnten Wein galt; er ist bis heute ein Synonym für Wein. Der Ausbau süßer Dessertweine auf Basis von teilrosinierten Beeren setzte sich mehr und mehr durch.
992 erhielt die Republik Venedig ein Privileg, das die Handelsabgaben im Byzantinischen Reich erheblich reduzierte und die venezianischen Händler gegenüber denen aus konkurrierenden Städten begünstigte. Zu einem Bestseller entwickelte sich der Monemvassios oinos, ein Wein, der am Hafen von Monemvasia verladen wurde und unter dem Namen Malvasia in Frankreich, Deutschland und England bekannt wurde.
Die Privilegien ermöglichten der Republik Venedig den Import fremder Weine zu konkurrenzlos günstigen Preisen. Dies brachte viele der einheimischen Produzenten an den Rand des Ruins. Die größten Exportmärkte Festland-Griechenlands und Kretas waren ebenfalls in die Hände der Italiener übergegangen.

### Die Zeit zwischen dem 15. Jahrhundert und der Unabhängigkeit
Nach der Eroberung weiter Teile des Byzantinischen Reichs durch die Osmanen gehörten große Teile des griechischen Sprachraums vierhundert Jahre lang zum Osmanischen Reich. Mit der Eroberung durch die Türken im 15. Jahrhundert büßte der Weinanbau seine bedeutende Rolle ein, wurde aber vor allem auf den Inseln in geringem Maß fortgeführt. Ein Exportgeschäft gab es jedoch in den Regionen unter türkischer Herrschaft nicht mehr. Der Weinbau wurde dennoch als attraktive Einnahmequelle neuentdeckt. Abgaben wurden nicht nur auf Wein, sondern ebenfalls auf die Produktion von Trauben erhoben. Die Höhe dieser Abgaben war jedoch so hoch, dass viele Landwirte ihre Rebflächen aufließen. Auf den von den Venezianern beherrschten Ionischen Inseln wurde der Rosinenanbau als Exportgut gefördert, was ebenfalls zu einem Rückgang des Weinanbaus führte.
Beim Rückzug der Türken nach der Griechischen Revolution wurden viele landwirtschaftliche Nutzflächen verwüstet.

### Von der Unabhängigkeit bis zur Reblauskatastrophe

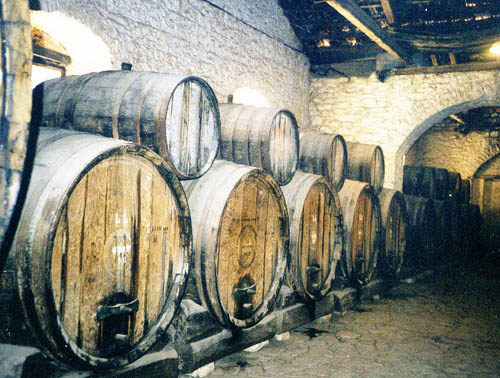
Der Kaiserkeller im Weingut Achaia Clauss

Nach dem Zurückdrängen der Türken im 19. Jahrhundert wurde der Weinbau zögerlich belebt. Bis auf wenige Weingüter erfolgte der Anbau meist anonym. Der Wein wurde mit primitiver Technik produziert und häufig – als Fassware – als Verschnittwein nach Frankreich verkauft oder in den Städten konsumiert. Der Wein der Inseln hatte hingegen einen guten Ruf. Der Erwerb hochwertiger Rebpflanzen war bis auf die Sorte Korinthiaki schwierig. Bis zum Ende des 19. Jahrhunderts vervierfachte sich die Rebfläche dieser Sorte, während sich die gesamte bestockte Rebfläche lediglich verdoppelte. Julius Menzer importierte als erster griechischen Wein nach Deutschland und eröffnete ab 1882 griechische Weinstuben in verschiedenen deutschen Städten.
Im Jahr 1898 wurde die Reblaus auf griechischem Grund entdeckt. Griechenland kannte zwar im Jahr 1916 mit nahezu 200.000 Hektar Rebfläche die weiteste Verbreitung des Weinbaus seit Menschengedenken; dieser Bestand wurde durch die Reblaus jedoch binnen kürzester Zeit stark eingeschränkt. Der Neuaufbau der Weinberge ging nur schleppend voran, da die Nachfrage nach griechischem Wein zwischen 1925 und dem Zweiten Weltkrieg eingebrochen war. In den ersten zwei Jahrzehnten des 20. Jahrhunderts fand die Tafeltraube Sultana schließlich verstärkt Eingang in die griechischen Weingärten.
Der Weinbau konnte von dem zwischen 1952 und 1967 allgemein herrschenden Aufschwung kaum profitieren, da die hauptsächlich ausländische Unterstützung sich auf das Bauwesen und die griechische Handelsflotte konzentrierte.

### Der Weinbau nach dem Ende der Militärdiktatur

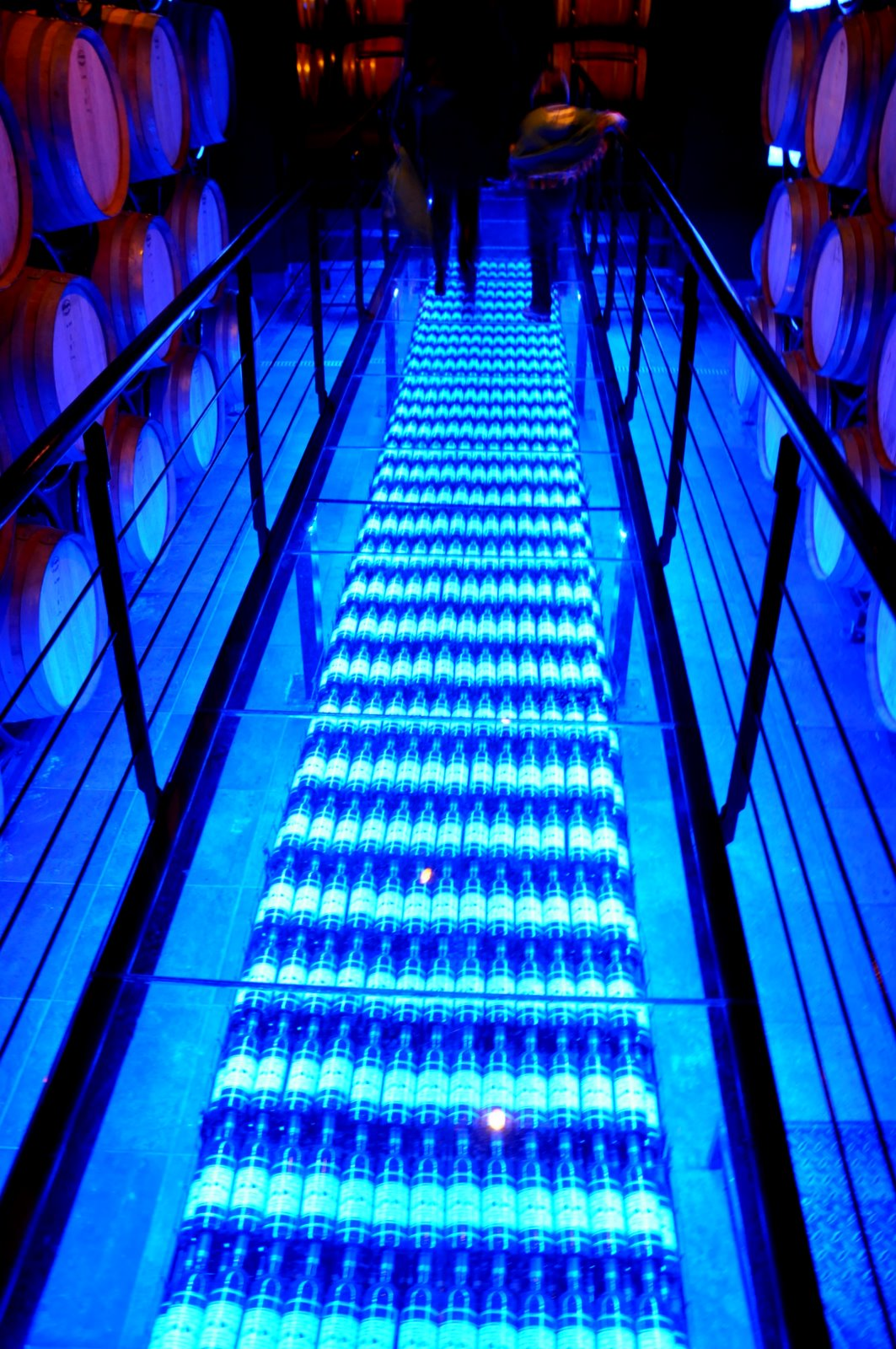
Die Inszenierung des Weinkellers von Katogi Strofilia

Seit den 1950er Jahren profitierten Weingüter von Önologen, die im Ausland (allen voran in Frankreich) ausgebildet waren. Eine Renaissance jedoch erlebte der hochwertige griechische Weinbau erst mit dem Ende der Militärdiktatur und dem Beitritt Griechenlands zur Europäischen Union: 1974 wurde ein Weingesetz erlassen, das sich europäischen Regeln anpasste. Das in den Exportländern schwer verständliche griechische Alphabet isolierte die Griechen vom Rest der Weinwelt. Deshalb wurde den Griechen erlaubt, Bezeichnungen von Herkunftsbezeichnungen auf dem Flaschenetikett aus anderen Sprachen zu verwenden. Dabei werden vornehmlich französische und englische Bezeichnungen genutzt. Aus Agrarfördermitteln der EU wurden dringend notwendige Investitionen in Kellertechnik und Weinberge getätigt. Der erste große Gewinner der Urbanisation Athens sowie des aufstrebenden Tourismus war der harzgewürzte Retsina, der vor 1960 schon eine lange Geschichte kannte, aber eher ein Schattendasein führte. Ursprünglich für den Massenmarkt konzipiert, wandelten sich die Produkte der wichtigen Anbieter Achaia Clauss, Kambas, Kourtakis, Boutari und Tsantali im Laufe der Zeit zu qualitativ guten Erzeugnissen.
Viele neuere Weingüter gingen aus Privatinitiativen hervor. Trotz wachsender Umsatzzahlen findet eine Konzentration des Marktes statt, nicht zuletzt wegen der Rodung schlechter Parzellen und der Synergien in Abfüllung und Verwaltung. Bei ihren Bemühungen zur Förderung des Exports sind die Winzer aufgrund fehlender Strukturen derzeit noch auf sich gestellt.

## Geografische Voraussetzungen

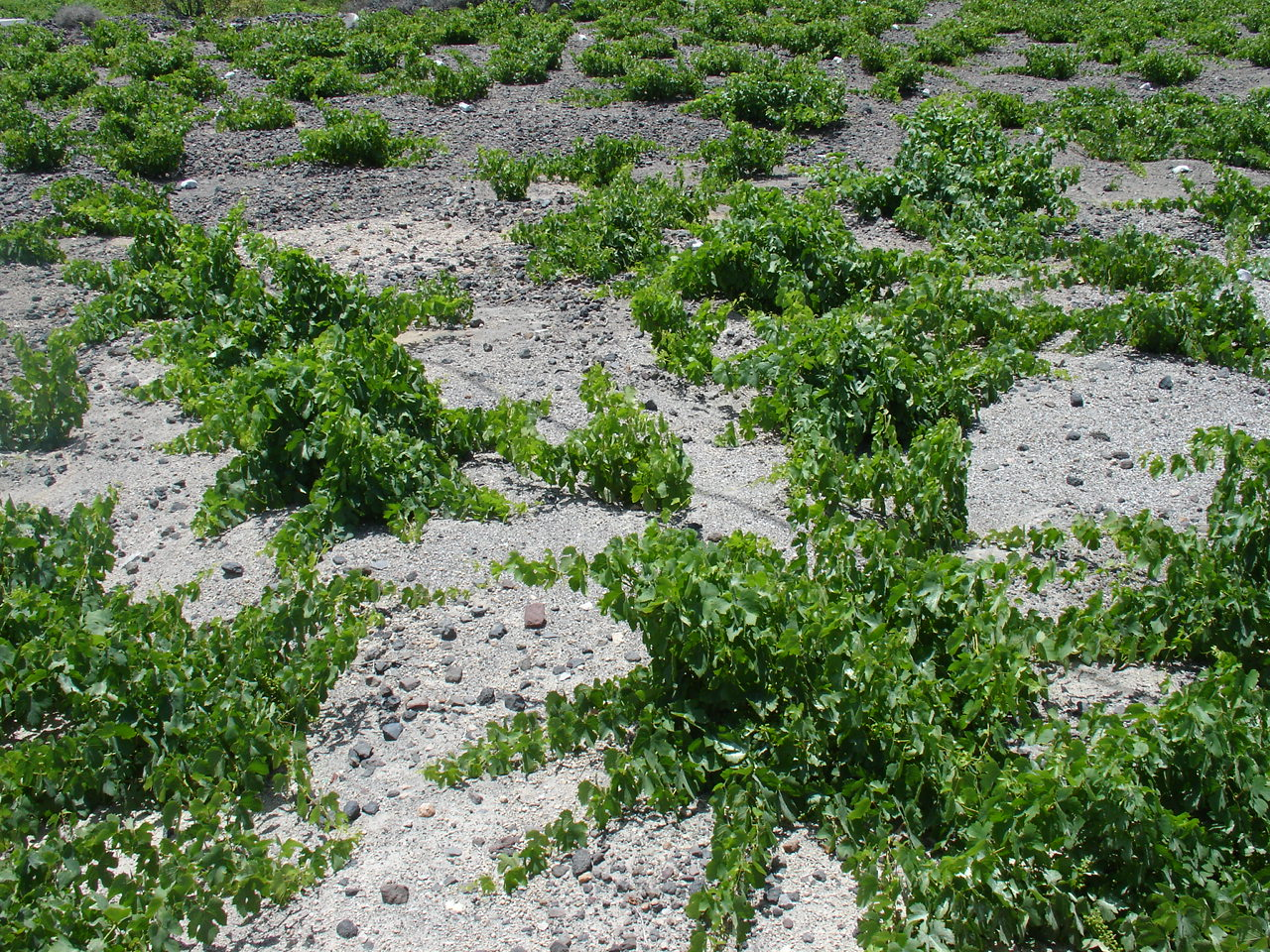
Weinreben ohne Stütze auf Santorin

Die regionale Gliederung Griechenlands

Griechenland liegt zwischen dem 34. und 42. Breitengrad am östlichen Mittelmeer im Südosten Europas und setzt sich geographisch aus dem griechischen Festland am südlichen Ende der Balkanhalbinsel, der Halbinsel Peloponnes sowie zahlreichen Inseln hauptsächlich in der Ägäis, im Ionischen aber auch im Libyschen Meer zusammen.

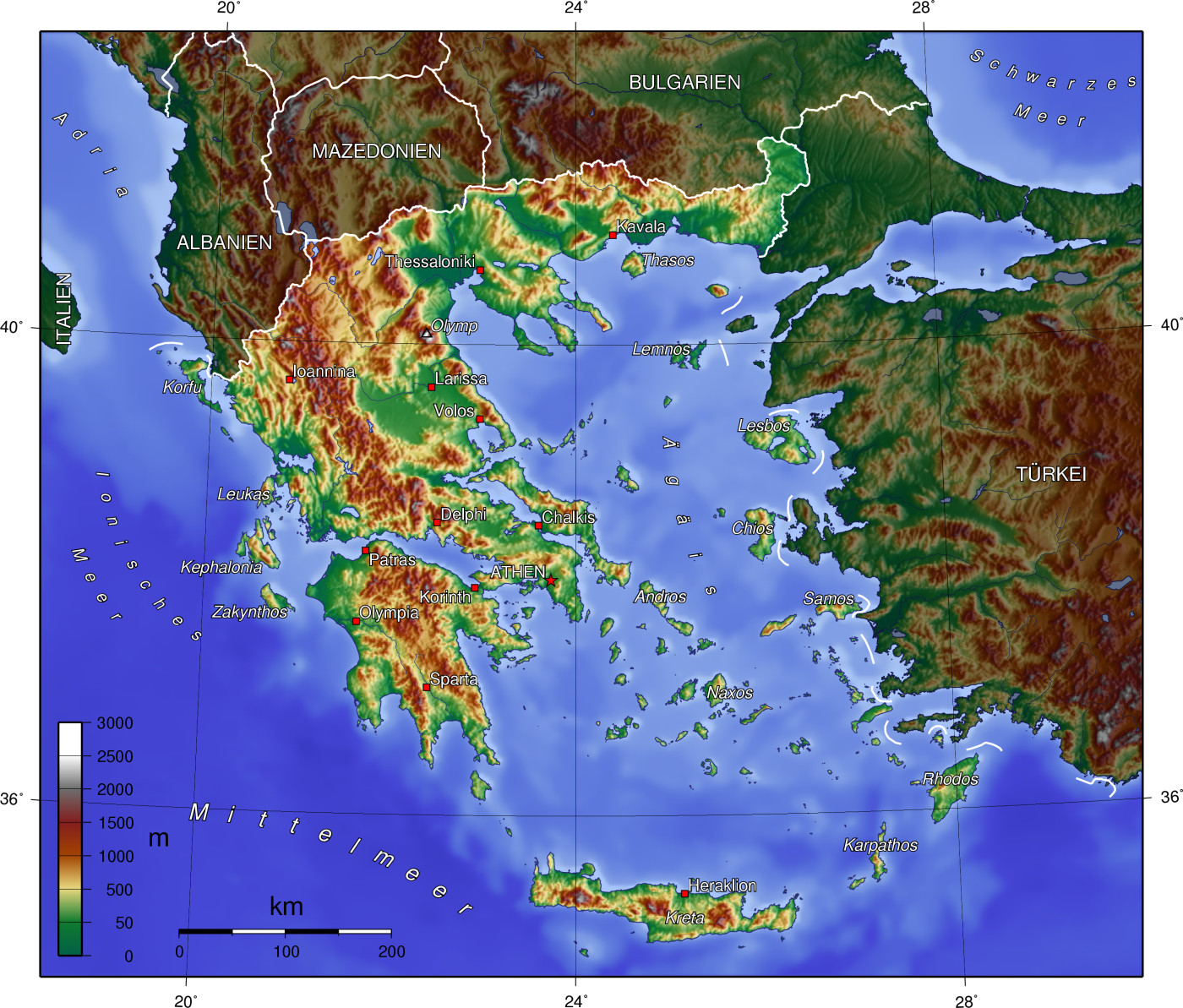
Die Topographie Griechenlands

Das Land hat eine Gesamtfläche von 131.957 km²: Über 80 Prozent entfallen auf das Festland, knapp 19 % verteilen sich auf 3054 Inseln, von denen nur 87 bewohnt sind.
Griechenland hat trotz seines stark maritimen Charakters einen sehr hohen Gebirgsanteil und wird daher als Gebirgsland eingestuft. Zentrale Gebirge und Gebirgszüge des Landes sind das Pindos-Gebirge, der Olymp-Ossa-Pilion-Gebirgszug sowie das Rhodope-Gebirge auf dem griechischen Festland, das Taygetos-Gebirge auf der Halbinsel von Peloponnes und darüber hinaus das Ida- beziehungsweise Psiloritis-Gebirge auf der Insel Kreta. Die Gebirge verlaufen meist von nordwestlicher zur südöstlichen Richtung. Größere wirtschaftlich verwertbare Ebenen sind nur spärlich vorhanden und befinden sich hauptsächlich in den Regionen Thessalien in Zentralgriechenland sowie Makedonien und Thrakien im Norden des Landes.
Die Anzahl der Flüsse des Landes ist gering. Lediglich einige größere Wasserläufe wie die Mariza, die im nördlich gelegenen Balkan entspringen, trocknen im Sommer nicht aus. Die Haupt-Bodenarten Griechenlands bestehen überwiegend aus Kalk und Sand. Lediglich in Küstennähe sind die Alluvialböden nährstoffreicher. Auf einigen Inseln wie Santorin sind die Böden vulkanischen Ursprungs.

## Klima
Griechenland hat nahezu überall ein mediterranes Klima mit kurzen feucht-milden Wintern und trocken-heißen Sommern. An der Küste ist es im Winter sehr mild und es regnet häufiger; Schnee fällt nur selten. Die Sommer sind relativ heiß und es gibt nur gelegentlich Sommergewitter. Im Landesinneren ist es vor allem im Winter deutlich kühler und es gibt häufig Nachtfrost, manchmal auch starke Schneefälle. Im Sommer ist es ähnlich wie an der Küste heiß und trocken. Die jährlichen Niederschläge schwanken zwischen 400 mm bei Athen und 1097 mm auf Korfu, der nördlichsten der großen Ionischen Inseln. Während der Vegetationszeit der Reben fällt lediglich in den Regionen Makedonien und Thrakien in nennenswertem, aber dennoch kleinem Umfang Regen.
Der überwiegende Teil der Weinbaugebiete liegt in Küstennähe. Die Gebiete profitieren dabei von den mäßigend wirkenden Meeresbrisen. Dennoch gehören diese Gebiete zu den wärmeren Weinbaugebieten dieser Erde. Um den Weinen mehr Struktur zu verleihen, werden Weinberge bewusst in großen Höhen angelegt. Zugleich ist diese Maßnahme eine Auswirkung der Klimaveränderung auf den Weinbau. In den kühleren Regionen verlangsamt sich die Beerenreife. Die Rebe kann durch die verlängerte Vegetationszeit mehr Extrakt aufbauen und die höheren Säurewerte können die hohen Mostgewichte besser ausgleichen. Eine andere Methode zur Verlangsamung der Reife besteht im Anlegen von Weinbergen an Nordhängen.
Ab dem Monat Oktober steigt die Niederschlagsmenge sprunghaft an. Falls die herbstlichen Niederschläge etwas früher einsetzen, können spätreifende Rebsorten in Höhenlagen selbst in Griechenland nicht ganz ausreifen. Aus den Klimadaten von Athen und Korfu geht hervor, dass in Griechenland generell der Niederschlag die zeitbegrenzende Komponente für die Vegetationszeit der Rebe ist. Von der Temperatur her könnte die Frucht der Pflanze noch im Oktober und November reifen. Das Lesegut muss jedoch vor ergiebigen Niederschlägen eingeholt sein, da ansonsten eine Verwässerung der Aromen und ein Aufplatzen der Beeren unausweichlich ist.
|                        | Jan | Feb  | Mär  | Apr  | Mai  | Jun  | Jul  | Aug  | Sep  | Okt  | Nov  | Dez  |   |      |
| Mittl. Temperatur (°C) | 9,6 | 10,3 | 12,1 | 15,1 | 19,6 | 23,8 | 26,4 | 26,1 | 22,7 | 18,4 | 14,2 | 11,1 | ⌀ | 17,5 |
| Mittl. Tagesmax. (°C)  | 14  | 16   | 18   | 20   | 25   | 29   | 32   | 30   | 28   | 24   | 20   | 16   | ⌀ | 22,7 |
| Mittl. Tagesmin. (°C)  | 9   | 8    | 11   | 12   | 16   | 20   | 23   | 22   | 19   | 17   | 12   | 9    | ⌀ | 14,9 |
|                        |     |      |      |      |      |      |      |      |      |      |      |      |   |      |
| Niederschlag (mm)      | 132 | 136  | 98   | 62   | 36   | 14   | 7    | 18   | 75   | 148  | 181  | 180  | Σ | 1087 |
|                        |     |      |      |      |      |      |      |      |      |      |      |      |   |      |
| Sonnenstunden (h/d)    | 5   | 6    | 7    | 7    | 9    | 10   | 11   | 12   | 9    | 6    | 4    | 3    | ⌀ | 7,4  |

| 9 |

| 8 |

| 11 |

| 12 |

| 16 |

| 20 |

| 23 |

| 22 |

| 19 |

| 17 |

| 12 |

| 9 |

| 9 |

| 8 |

| 11 |

| 12 |

| 16 |

| 20 |

| 23 |

| 22 |

| 19 |

| 17 |

| 12 |

| 9 |

| N i e d e r s c h l a g | 132 | 136 | 98  | 62  | 36  | 14  | 7   | 18  | 75  | 148 | 181 | 180 |
|                         | Jan | Feb | Mär | Apr | Mai | Jun | Jul | Aug | Sep | Okt | Nov | Dez |

|                        | Jan | Feb | Mär  | Apr  | Mai  | Jun  | Jul  | Aug  | Sep  | Okt  | Nov  | Dez  |   |      |
| Mittl. Temperatur (°C) | 9,3 | 9,8 | 11,7 | 15,5 | 20,2 | 24,6 | 27,0 | 26,6 | 23,3 | 18,3 | 14,4 | 11,1 | ⌀ | 17,7 |
| Mittl. Tagesmax. (°C)  | 13  | 14  | 16   | 20   | 25   | 30   | 33   | 33   | 29   | 24   | 19   | 15   | ⌀ | 22,6 |
| Mittl. Tagesmin. (°C)  | 6   | 7   | 8    | 11   | 16   | 20   | 23   | 23   | 19   | 15   | 12   | 8    | ⌀ | 14   |
|                        |     |     |      |      |      |      |      |      |      |      |      |      |   |      |
| Niederschlag (mm)      | 45  | 48  | 43   | 28   | 17   | 10   | 4    | 5    | 12   | 48   | 51   | 67   | Σ | 378  |
|                        |     |     |      |      |      |      |      |      |      |      |      |      |   |      |
| Sonnenstunden (h/d)    | 4   | 5   | 6    | 8    | 9    | 11   | 12   | 12   | 9    | 7    | 5    | 4    | ⌀ | 7,7  |

| 6 |

| 7 |

| 8 |

| 11 |

| 16 |

| 20 |

| 23 |

| 23 |

| 19 |

| 15 |

| 12 |

| 8 |

| 6 |

| 7 |

| 8 |

| 11 |

| 16 |

| 20 |

| 23 |

| 23 |

| 19 |

| 15 |

| 12 |

| 8 |

| N i e d e r s c h l a g | 45  | 48  | 43  | 28  | 17  | 10  | 4   | 5   | 12  | 48  | 51  | 67  |
|                         | Jan | Feb | Mär | Apr | Mai | Jun | Jul | Aug | Sep | Okt | Nov | Dez |

## Definitionen

### Begriffe
Im Altgriechischen sowie in der Katharevoussa wird Wein als Οίνος (Inos) bezeichnet und entsprechend Λευκός Οίνος (‚Weißwein‘) und Ερυθρός Οίνος (‚Rotwein‘). Diese Begriffe werden in der neugriechischen Sprache weiterhin im Kontext von Wein, neben dem neuen Begriff für Wein Κρασί (Krasí) benutzt. Krasí leitet sich vom Begriff des Henkelbechers oder vom Vermischen ab.
Der griechische Begriff Σταφύλια (Staphylia) für Trauben stammt vom Sohn des Weingottes Dionysos, der Staphylos hieß.

### Qualitätsstufen

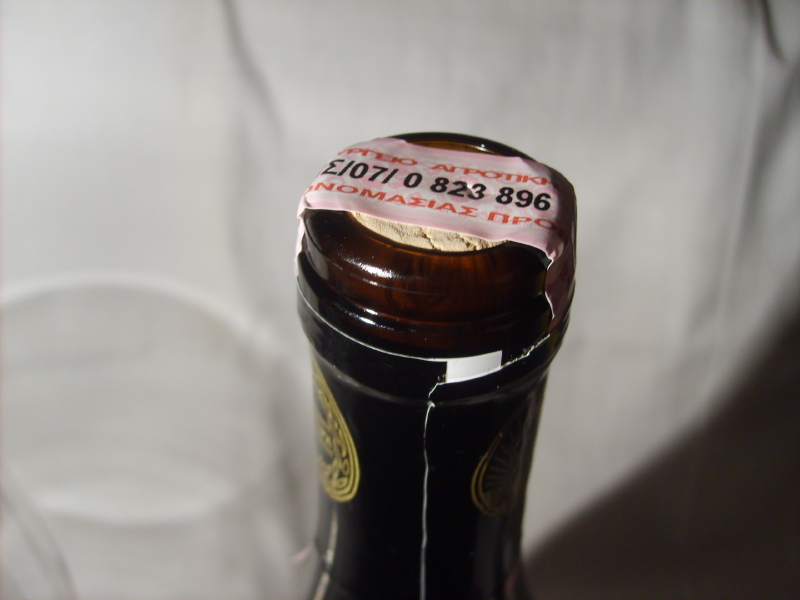
Rote OPAP-Banderole

Mit der Gründung der Europäischen Wirtschaftsgemeinschaft wurde eine gemeinsame Agrarpolitik definiert. Im Rahmen dieser GAP genannten Politik wurde in den angeschlossenen Staaten, basierend auf europäischem Weinrecht, das nationale Weinrecht definiert. Insgesamt schälten sich zwei verschiedene Systeme heraus.
In Deutschland, Luxemburg, England und später in Österreich wurden nahezu sämtliche Anbaugebiete als b.A. (bestimmte Anbaugebiete im Sinne einer Herkunftsbezeichnung) definiert. Als Qualitätskriterium dient vorrangig das Mostgewicht, wobei der Lage des Weinbergs oder der Ertragsbeschränkung nur wenig Bedeutung zukommt. Die anderen Mitgliedsstaaten lehnten sich an das bereits seit Anfang des 20. Jahrhunderts existierende französische Weinrecht an. Dort wird lediglich einem Teil der Weinflächen das Recht einer AOC zugesprochen (zurzeit ca. 60 Prozent, in Italien nur 30 Prozent). In den Dekreten zu den einzelnen Appellationen werden eine Reihe von Parametern festgelegt:
Höchsterträge per Hektar, bestimmte Rebsorten, die neben ihrer lokalen Eignung auch nach der historischen Rolle ausgesucht werden, Bodenaufbau, Mindestmostgewicht bzw. Mindestalkoholgehalte der Weine, Alterungsbestimmungen (in Fass und Flasche) und sensorische Prüfungen.
Nach französischem Vorbild wurden in Griechenland in den Jahren 1971 und 1972 vom Landwirtschaftsministerium und dem Weininstitut kontrollierte Ursprungsbenennungen für die besten Anbaugebiete eingeführt. Griechischer Wein wird in fünf Qualitätsbezeichnungen vermarktet.
- OPAP Onomasia proléfseos anoteras piótitos (griechisch Ονομασία προελευσέως ανωτέρας ποιότητος): Vergleichbar mit der französischen AOC, Weine von höherer Qualität aus einem kontrollierten Anbaugebiet. Die Weine haben eine rote Banderole am Korken. Aktuell sind 26 dieser Anbaugebiete definiert (Malvasia-Monemvasia fehlt im Bild der OPAP / OPE Weinanbauregionen)
- OPE Onomasia proléfseos elenchoméni (griechisch Ονομασία προελευσέως ελεγχομένη): Weine von höherer Qualität aus einem kontrollierten Anbaugebiet, die ausschließlich für Süßweine gilt. Die Weine haben eine blaue Banderole, die über den Korken unter die Kapsel geklebt sein muss. Insgesamt 8 Anbaugebiete verfügen über diesen Status
- Topikos Inos (griechisch Τοπικός Οίνος): Landwein mit Herkunftsbezeichnung, d. h. die Herkunft muss auf dem Etikett ausgewiesen sein. Zurzeit sind rund achtzig Gebiete definiert, nachdem im Jahr 1995 nur 52 Landweine eingeführt waren. Die Qualitätsstufe ist vergleichbar der italienischen Bezeichnung Indicazione Geografica Tipica oder einem französischen Vin de Pays und wurde im Jahr 1989 eingeführt. Insgesamt gibt es drei Ebenen von Landweinen. Die geographisch am weitesten gesteckte Definition entspricht der Ausdehnung über eine Region, die zweite Stufe deckt sich in der Definition mit einem Regionalbezirk und die dritte Stufe hat eher kommunalen Charakter. Dabei gilt folgendes Prinzip: Je kleiner das Gebiet ist, auf das sich die Definition bezieht, desto höher sind meist Qualität, Ansehen und Preisniveau der jeweiligen Weine.
- Kava oder auch Cava (griechisch Κάβα): Bezeichnung (dt. Keller oder sinngemäß „eingekellert“) für einen länger gelagerten Tafelwein (Epitrapezios Inos) der Spitzenqualität. Weißweine müssen zwei Jahre gelagert sein (davon zumindest 6 Monate im Fass und sechs Monate in der Flasche), Rotweine drei Jahre gelagert sein (davon zumindest 6 Monate in neuer Eiche oder 1 Jahr in gebrauchter Eiche und 2 Jahre in der Flasche).
- Epitrapezios inos (griechisch Επιτραπέζιος οίνος): Entspricht dem deutschen bzw. österreichischen Tafelwein, dem französischen „Vin de table“ oder dem italienischen „Vino da tavola“. Dies sind Verschnittweine aus verschiedenen Anbaugebieten ohne Ursprungsbezeichnung. Einen Sonderstatus genießen der Retsina sowie der Verdea der Insel Zakynthos, die als sogenannte Onomasia kata paradosi (griechisch Ονομασία κατά παράδοση), also Weinbaugebiete aus Tradition deklariert werden.[18]

## Weinanbaugebiete
In Griechenland werden in sehr unterschiedlichen Regionen Weine erzeugt, so dass die Charakteristik derselben sehr verschieden ausfällt. Generell werden die Anbauregionen der wärmsten Weinbauzone CIII zugeordnet. Der etwas kühleren Zone CIII a wurden die Regionalbezirke Florina, Imathia, Kilkis, Grevena, Larisa, Ioannina, Lefkada, Achaia, Messenien, Arkadien, Korinthia, Iraklio, Chania, Rethymno, Samos, Lasithi und die Inselgruppe Santorin zugeordnet. Alle nicht aufgezählten Regionalbezirke, auch die der Kykladen außerhalb Santorins, zählen zu Zone CIII b.

### Thrakien

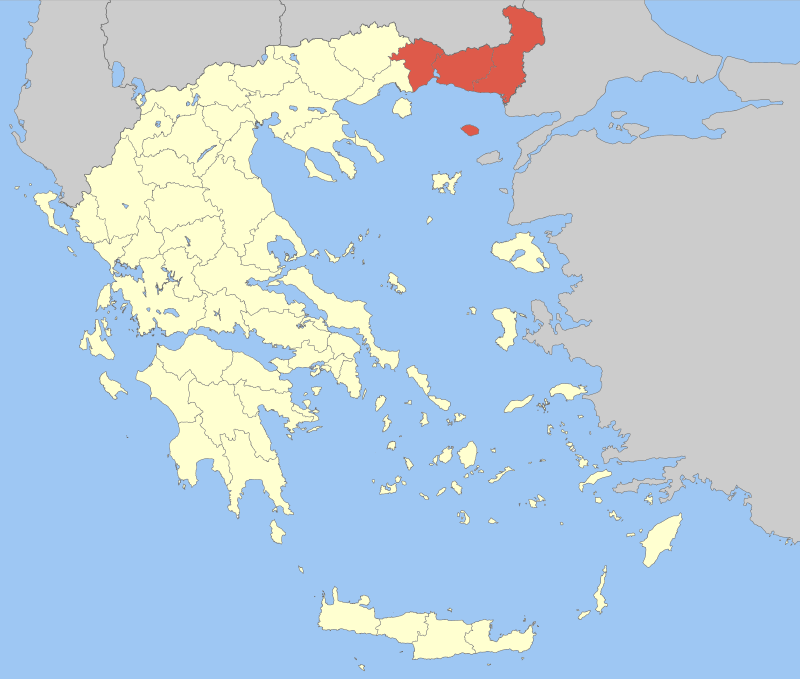
Lage der Region Thrakien innerhalb Griechenlands

Thrakien liegt östlich von Makedonien und erstreckt sich bis zum nördlichsten Punkt Griechenlands, der an Bulgarien und die Türkei angrenzt. Die Randlage führte zu einer wirtschaftlich wenig vorteilhaften Situation – die Bewohner der Region sprechen gerne vom vergessenen Thrakien. Tatsächlich lag das BIP im Jahr 2006 im Vergleich mit dem der EU ausgedrückt in Kaufkraftstandards bei 63,5 (EU-27: 100) und damit deutlich unter dem Mittelwert Griechenlands von 96,4. Spürbar ist dies auch in den größeren Städten wie Xanthi, Komotini, Alexandroupoli oder Soufli.
Schon Homer erwähnte den thrakischen Wein lobend. Odysseus besiegte mit thrakischem Wein den Kyklopen Polyphem. Odysseus erhält in der Kikonenstadt Ismaros von Maron, dem thrakischen Priesterkönig des Apollon, Sohn des Euanthes und König der Kykonnen, den berauschenden roten Wein, mit dem er den Kyklopen betrunken gemacht hat, um ihn zu blenden. Die antike Bedeutung der Anbauorte half jedoch wenig, um den Wein zu vermarkten. Neben dem lokalen Verbrauch kam es kaum zu einer Vermarktung auf lokaler oder gar internationaler Ebene. Noch Anfang der 1990er Jahre wurde der Wein als Fassware als „Makedonischer Wein“ vertrieben. Die erst 1994 gegründete, in Soufli ansässige Weinkellerei Bellas vermarktete Flaschenweine als eine der ersten mit klar erkennbarer Herkunft. Die verbreitetsten Rebsorten in Thrakien sind derzeit die weiße Zoumiatiko sowie die roten Sorten Mavroudi und Pamidi, die in Bulgarien zu den häufigst angebauten Rebsorten zählen. Außerdem werden wie im benachbarten Makedonien Rotweine aus Xinomavro gekeltert. Die Weinproduktion in Thrakien liegt momentan durchschnittlich bei etwa 50.000 Hektolitern im Jahr; die im Jahr 2001 vom Landwirtschaftsministerium erhobene Rebfläche liegt bei 400 Hektar. Die Wärme wird durch kühle Nordwinde oder Meeresbrisen gelindert. Häufig bringt der von der Insel Samothraki wehende Samothrakeotis warme und feuchte Luft, die über einem schmalen und küstennahen Streifen des Festlands für einen wolkigen Himmel oder für Niederschlag sorgt und damit erst den Weinbau ermöglicht. Der Küstenstreifen selbst verfügt in den Sommermonaten über ein arides Klima. Während der letzten Jahre wurden intensive Anstrengungen unternommen, den historischen Weinberg von Maroneia, wie das antike Ismaros heute genannt wird, wiederzubeleben.
Drei neue Anbaugebiete im Rang eines Tafelweins wurden im Jahr 1997 erschlossen, es gibt jedoch keine Weine mit den Klassifizierungen OPAP oder OPE. Wichtige Verfechter der Öffnung international bekannter Sorten sowie der Gründung von Herkunftsbezeichnungen waren die großen Weingüter Tsantali und Maronia AE.
Mit der Herkunftsbezeichnung Thrakikos (franz.: Vin régional de Thrace oder Vin régional de Thrakis) wurde eine regionale Appellation geschaffen, die sich über die gesamte Region Thrakien erstreckt. Der anerkannte Rebsortenmix ist von griechischen und französischen Rebsorten geprägt. Insbesondere die Erwähnung französischer Rebsorten soll eine Vermarktung vereinfachen. Während zur Erzeugung der Weißweine die Rebsorten Assyrtiko, Athiri, Chardonnay, Malagousia, Moschomavro (eine rote Sorte aus der Familie der Muskateller), Sauvignon Blanc und Roditis zugelassen sind, dienen die roten Sorten Cabernet Sauvignon, Carignan, Grenache, Limnio, Limniona, Merlot und Syrah der Erzeugung von Rot- und Roséweinen. Alle Weine können in den Geschmacksrichtungen trocken, halbtrocken und halbsüß ausgebaut werden.
Die Erzeugung des Landwein Ismarikos (franz.: Vin régional d’Ismaros) ist auf den Regionalbezirk Rodopi beschränkt. Das am Südrand der Rhodopen gelegene Weinbaugebiet wurde auf Betreiben des Gemeinschaftsunternehmens von Tsantali und Maronia AE anerkannt. Im Gegensatz zur erstgenannten Appellation Thrakikos liegt der Akzent deutlicher bei einheimischen Rebsorten. Beim Weißwein müssen die Sorten Zoumiatiko und Roditis über einen mindestens fünfzigprozentigen Anteil am Verschnitt verfügen. Beim Roséwein gilt gleiches für die Sorten Roditis und Grenache. Beim Rotwein heißen die Leitsorten Limnio und Grenache.
Der dritte der offiziellen Tafelweine Thrakiens ist der Avdira, der nach der gleichnamigen Gemeinde Avdira im Regionalbezirk Xanthi benannt ist. Erst mit dem Jahrgang 2002 sind die Weine in bescheidenem Umfang erhältlich. Der Gesetzgeber ging hier noch ein Stück weiter als bei der Appellation Ismarikos, da sämtliche Leitsorten bei Weiß-, Rosé- und Rotweinen einheimische Sorten sind. Neben Zoumiatiko und Roditis bei den weißen Sorten spielt die rote Sorte Pamidi eine wichtige Rolle. Die bestehenden Weinflächen sind nur wenige Kilometer vom Meer entfernt.
Trotz eines recht umfangreichen Weinbaus von fast 500 Hektar Anbaufläche gibt es im Regionalbezirk Evros keine gesondert ausgewiesene Herkunftsbezeichnung. Aufgrund des für griechische Verhältnisse kühlen Klimas werden hier meist leichte, zum Teil fruchtige Weine erzeugt.

### Makedonien

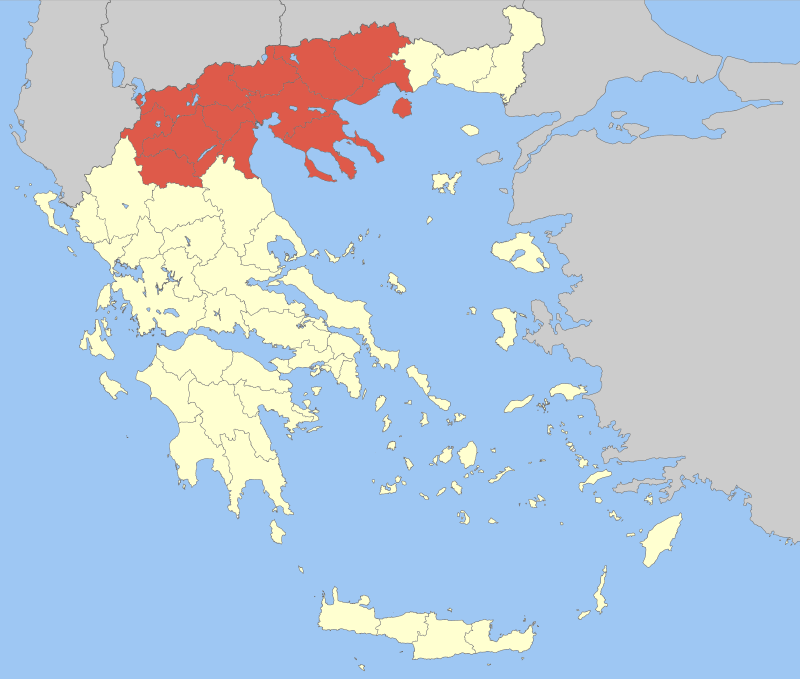
Lage der Region Makedonien innerhalb Griechenlands

Makedonien ist die größte geografische Region Griechenlands und grenzt im Norden an die Staaten Albanien, die Republik Nordmazedonien und Bulgarien. Im Westen grenzt es an die Region Epirus und im Süden an Thessalien. Im Osten ist Makedonien durch den Fluss Nestos von Thrakien getrennt. Trotz der Größe der Region liegt Makedonien mit nahezu 7210 Hektar Rebfläche hinter Zentralgriechenland und dem Peloponnes nur auf Rang 3 der bedeutendsten Anbauregionen. Zum Teil ist dies der Topographie geschuldet. Der Westen der Region ist sehr gebirgig und in den Regionalbezirken Grevena, Kastoria und Kozani wird die topographische Höhe von 500 Meter kaum unterschritten. Andererseits liegt auf dem Gebiet Makedoniens die größte Ebene Griechenlands. Mit Thessaloniki gibt es nur eine einzige größere Stadt, Industrieansiedlungen sind selten. Die Landwirtschaft spielt eine wichtige Rolle; der Weinbau hat dabei nur eine untergeordnete Bedeutung. In einigen Gebieten ist der Wein nur ein unbedeutendes Nebenprodukt des populären Tresterbrand Tsipouro.
Durch die Gebirge wird Makedonien gut mit Wasser versorgt. Eine Bewässerung der Rebflächen im Sommer ist daher prinzipiell möglich.
In Makedonien wird mehrheitlich Rotwein ausgebaut; die wichtigste Rebsorte ist Xinomavro. Die Rebsortenvielfalt wurde durch die Reblauskatastrophe Ende des 19. Jahrhunderts stark eingeschränkt. Forscher des Weinbauinstituts in Athen gehen von einem Verlust von nahezu 60 % der autochthonen Sorten der Region aus. Andererseits belegen neuere Funde von alten Reben bei Siatista im Regionalbezirk Kozani, dass viele der verlorengeglaubten Sorten heutigen Qualitätsanforderungen nicht genügen.
Auffällig ist, dass die nach der Reblauskatastrophe neu angelegten Weinberge oftmals über eine geringe Pflanzdichte von 3000 Reben je Hektar verfügen. Diese für einen Qualitätsanbau zu geringe Dichte (international spricht man von einer idealen Bestockung von 5000 bis 10.000 Reben je Hektar) ist vorrangig den hohen Kosten des Pflanzenmaterials geschuldet. Während nach der Reblaus gepfropfte Reben bezogen werden mussten, genügte es davor, dass der Winzer eigene Stecklinge seiner Reben zog.
Im frühen 20. Jahrhundert verließen viele Makedonier ihre Heimat. Viele Rebflächen wurden aufgelassen. Eine Wiederbelebung der Region erfolgte jedoch bereits in den frühen 1920er Jahren. 1922 endete der Griechisch-Türkische Krieg mit einer deutlichen griechischen Niederlage. Im Vertrag von Lausanne 1923 wurde ein Bevölkerungsaustausch vereinbart: Alle noch in großen Teilen der Türkei verstreut lebenden Griechen wurden nach Griechenland vertrieben (etwa 1,5 Millionen), im Gegenzug mussten an die 500.000 meist türkische Muslime Griechenland verlassen, mit Ausnahme der Muslime in Thrakien. Viele der mikrasiates genannten griechischen Flüchtlinge fanden in Makedonien eine neue Heimat und legten dort eine Vielzahl neuer Weinberge an.

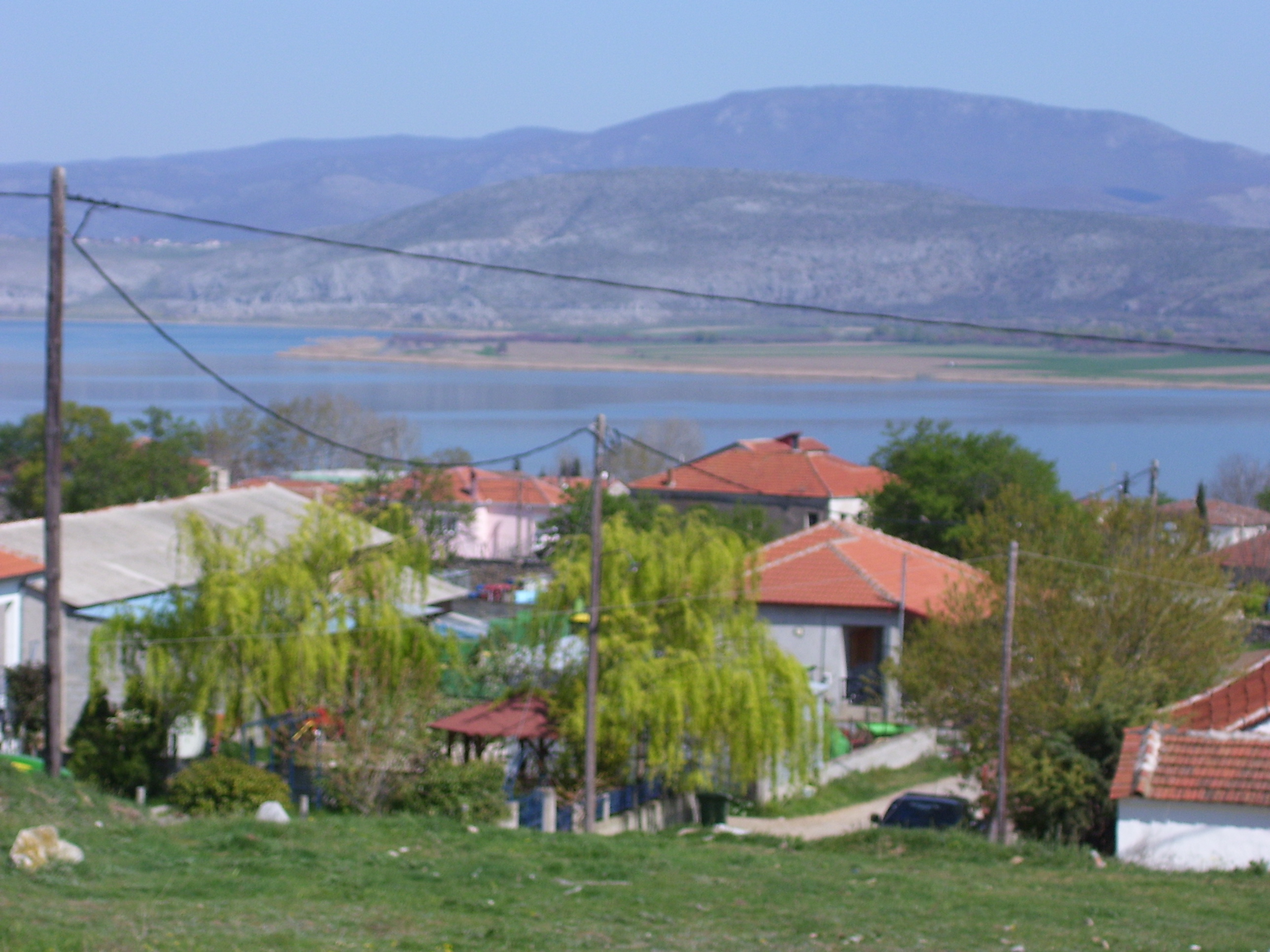
In der Nähe des Anbaugebiets Amyndeo: Blick auf den Vegoritida-See von der am Westufer befindlichen Ortschaft Agios Pandelimonas

Mit den Herkunftsbezeichnungen Naoussa in Imathia, Amyndeo in Florina, Goumenissa in Kilkis und Côtes de Meliton (griechisch Πλαγιές Μελίτωνα Plagies Melitona) in Chalkidiki verfügt Makedonien über vier der insgesamt 26 OPAP-Weine Griechenlands.
Der Weinbau im Regionalbezirk Drama wird von zwei Weingütern der Familie Lazaridi dominiert. Da es in dieser Region keine OPAP-Bestimmungen gibt, konnte die durch den Abbau von Marmor und Granit zu Vermögen gekommene Familie ihren Vorstellungen von Qualitätsweinbau freien Lauf lassen. Nicos Lazaridis führt das 52 Hektar große Weingut Château Nico Lazaridi und sein Bruder Kostas steht dem 200 Hektar Gut Domaine Costa Lazaridi vor. Letztgenanntes Gut bringt seit Anfang der 1990er Jahre mit der Produktlinie Amethystos Weiß-, Rosé- und Rotweine in der Tradition des französischen Weinbaus. Als Berater nutzte Kostas die Dienste von Denis Dubourdieu, Professor der Universität von Bordeaux und Besitzer des bekannten Weinguts Château Doisy Daëne, sowie seit 2004 von Michel Rolland.

### Epirus

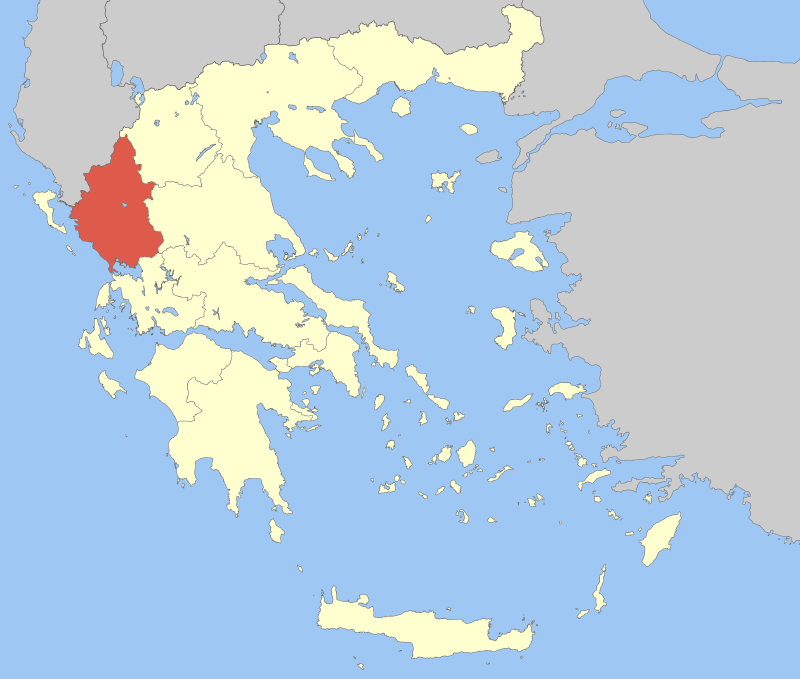
Epirus

Epirus grenzt im Süden an den Ambrakischen Golf und die Region Ätolien-Akarnanien und im Osten an Thessalien und Makedonien, von denen es durch das Pindosgebirge getrennt wird. Im Westen bildet die Küste des Ionischen Meeres die Grenze.
Epirus gehört zu den ärmsten Regionen Griechenlands und der Europäischen Union. Industrie und intensive Landwirtschaft konzentrieren sich um die Hauptstadt Ioannina, wo der größte Teil der Bevölkerung lebt. Für den Export werden vor allem Olivenöl und Tabak angebaut. In den Regionalbezirken Thesprotia, Arta und Preveza gibt es keinen nennenswerten Weinbau. Mit den Herkunftsbezeichnung Zitsa und dem Landwein von Metsovo konzentriert sich der gewerbliche Anbau auf den Regionalbezirk Ioannina.

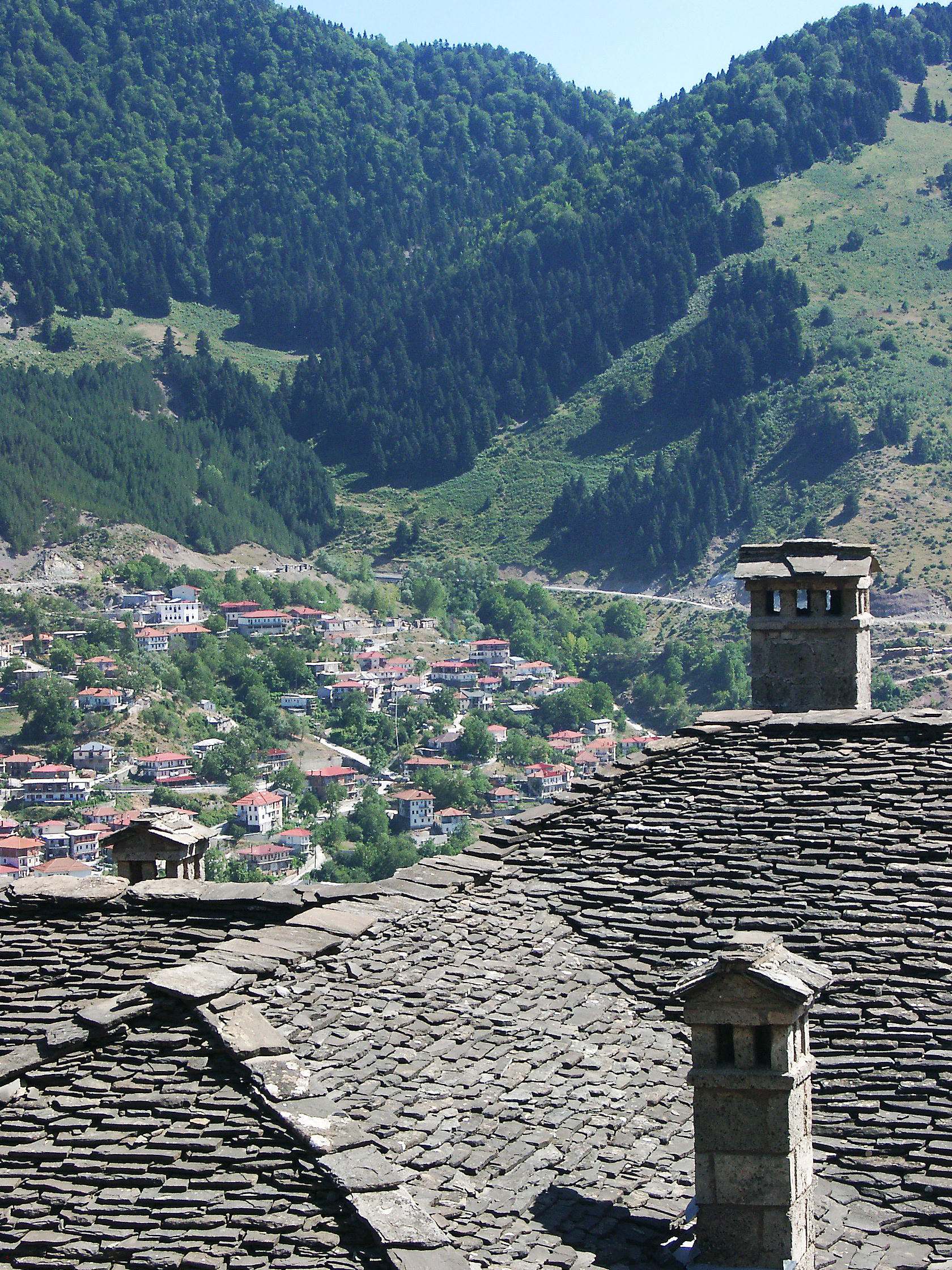
Blick über die Dächer von Metsovo auf die Umgebung

Bei der Wahl der Rebsorten wurde der verhältnismäßig früh einsetzende Herbstregen berücksichtigt, der eine zuverlässige Reifung im Oktober häufig verhindert. In durchschnittlich vier der Jahrgänge eines Jahrzehnts kommt die in Epirus weitverbreitete Rebsorte Debina nicht zur Vollreife. Gute Resultate erzielen die Sorten Gewürztraminer, Riesling und Sauvignon Blanc.
Bei den roten Rebsorten spielen die frühreifende Bekari und Vlachiko eine wichtige Rolle.
Evangelos Averoff erzeugte in den 1960er Jahren auf seinem Weingut Katogi einen Wein aus Cabernet-Sauvignon- und Agiorgitiko-Reben. Zum ersten Mal war es in Griechenland gelungen, eine Cuvée zu vermarkten, die sich aus einer ausländischen und einer autochthonen griechischen Rebsorte zusammensetzte.
Zusammen mit Rhodos und dem Weinbaugebiet Amyndeo im Regionalbezirk Florina (Makedonien) gehört Epirus zu den wenigen Regionen Griechenlands mit einer Tradition zur Herstellung von Schaumwein. Das Angebot geht dabei von preiswerten Perlweinen, die mit Kohlensäure versetzt werden über Schaumweine nach dem Charmat-Verfahren bis zu Produkten der klassischen Flaschengärung. Die Geschmacksrichtung deckt dabei die gesamte Bandbreite von trocken bis süß ab. Die Schaumweine sind meist blassweiß, selten roséfarben. Der Genuss von Schaumwein hat in Griechenland jedoch kaum Tradition und wird nur gelegentlich bei gehobenen Anlässen wie einer Hochzeit getrunken. Das Marktpotential ist somit stark begrenzt.

### Thessalien

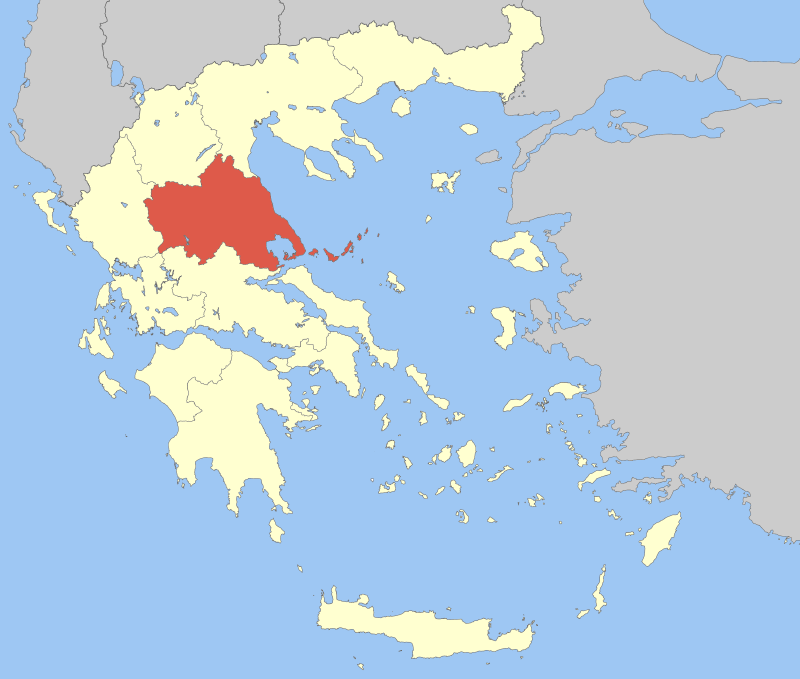
Thessalien

Die Region Thessalien (griechisch Θεσσαλία Thessalía) liegt südlich der Region Makedonien und nördlich der Region Mittelgriechenland. Im Westen grenzt sie an die Region Epirus (neugriech. Ipiros).
In Thessalien ist der Anteil ebenen Landes erheblich höher als anderswo in Griechenland; Thessalien führt daher den Namen O Kambos (die Ebene). Die Wirtschaft der reichen Region basiert in erster Linie auf der Erzeugung landwirtschaftlicher Produkte. Wichtigste Erzeugnisse sind dabei Getreide und Baumwolle. Dem Weinbau wurden dabei nur Randlagen der Ebenen zugeteilt. Das Klima in Thessalien ist vergleichsweise feucht; dies leistet der Bildung von Pilzkrankheiten an den Reben Vorschub.

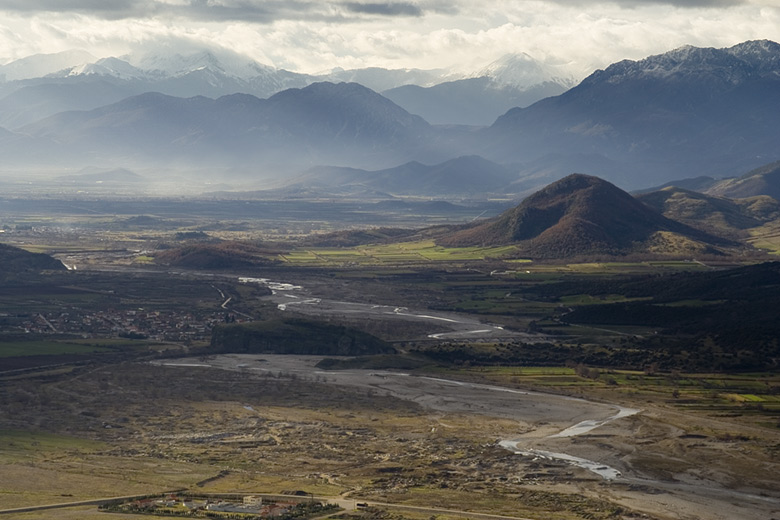
Ebene in Thessalien

Bislang spielt der Weinbau in Thessalien nur eine bescheidene Rolle. Der wachsende Preisdruck auf Getreide und Baumwolle macht den Anbau von Reben mittlerweile attraktiv. Empfohlene Rebsorten sind Assyrtiko, Roditis und Limnio, die durch die internationalen Sorten Cabernet Sauvignon und Syrah ergänzt werden. Zugelassen sind ferner die Sorten Cinsault und Batiki. Nach einer Analyse des Weinbauinstituts von Athen verfügt die Region mit der eigenständigen Limniona über eine Sorte mit hohem Qualitätspotential. Sie wurde daher kürzlich in die Liste der empfohlenen Sorten aufgenommen.
Bei der letzten Erhebung im Jahr 2001 wurde eine Rebfläche von 4408 Hektar registriert. Trotz dieser bescheidenen Fläche verfügt Thessalien über drei OPAP-Weine:
Anhialos im Regionalbezirk Magnisia wurde nach der Küstenstadt Nea Anchialos benannt, die unweit der Stadt Volos liegt. Unter dieser Bezeichnung darf lediglich ein Weißwein aus den Rebsorten Roditis und Savatiano hergestellt werden. Die maximal zugelassenen Erträge liegen mit 84 Hektoliter/Hektar deutlich zu hoch. Daher meiden führende Hersteller diese Herkunftsbezeichnung. Von den insgesamt 449 Hektar Rebfläche deS Regionalbezirks Magnisia entfallen daher lediglich 15 auf das Weinbaugebiet Anhialos. Den Winzern fehlt jedoch bislang eine geographisch schärfer umrissene Definition eines Landweins dieser Gegend. Bislang dürfen sie lediglich die regionale Bezeichnung Thessalien benutzen.
Mit dem Anbaugebiet Rapsani verfügt der Regionalbezirk Larisa über den bekanntesten OPAP-Wein der Region. Die Reben wachsen bis auf eine Höhe von 700 Metern an den unteren Hängen des Olymp. Durch die privilegierte Lage am Sitz der griechischen Götter wurde Rapsani immer wieder mit dem Nektar, dem Trank der Götter, in Verbindung gebracht. Der Rotwein von Rapsani besteht aus gleichen Teilen aus den Rebsorten Krassato, Stavroto und Xinomavro. Die Flächen liegen dabei in den Gemeinden Krania, Pyrgetos, Abelakia sowie der namensgebenden Rapsani. Da Dimitris Katsaros des Weinguts Katsaros Estate die Bestimmungen als zu einschränkend empfand, ließ er den Ort Krania aus dem Regelwerk von Rapsani herauslösen und ließ den Landwein Krania definieren, für den Chardonnay, Cabernet Sauvignon und Merlot zugelassen sind.
Um Tyrnavos liegt ein großes Anbaugebiet, das jedoch meist Massenweine oder Grundprodukte für den Tsipouro liefert. Wichtigste Rebsorten sind Muscat de Hambourg sowie Roditis. Wenn jedoch ein Winzer den Namen Tyrnavos auf dem Weinetikett benutzen will, muss der trocken ausgebaute Weißwein aus Roditis und Batiki und der trockene Rotwein mehrheitlich aus Cabernet Sauvignon bestehen.
Im Regionalbezirk Trikala gibt es einen gewerblichen Weinbau nur in sehr bescheidenem Umfang, obwohl der Anbau von Reben in der Nähe von Meteora Tradition hat. Karditsa wiederum verfügt mit dem Messenikola über einen Rotwein der Kategorie OPAP. Das Weinbaugebiet reicht dabei bis an den 800 Meter hoch gelegenen Plastiras-Stausee heran.

### Zentralgriechenland
Die geografische Region Zentralgriechenland (griechisch Κεντρική Ελλάδα Kendriki Ellada) umfasst die Regionen Mittelgriechenland (griechisch Στερεά Ελλάδα Sterea Ellada) und Attika sowie der Regionalbezirk Ätolien-Akarnanien.

#### Mittelgriechenland

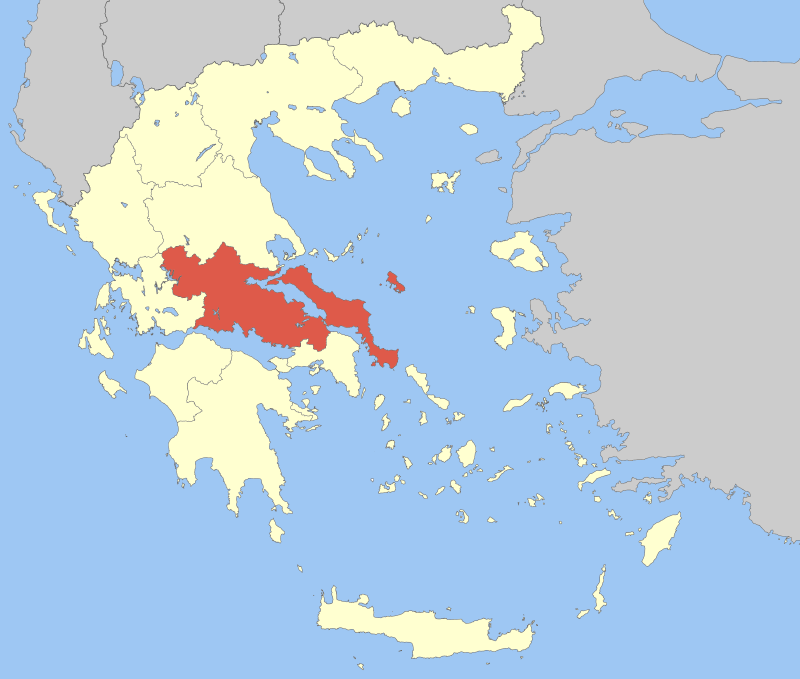
Mittelgriechenland

Die Region, deren Hauptstadt Lamia ist, umfasst einen Teil des zentralgriechischen Festlands sowie die zweitgrößte Insel Griechenlands Euböa (Evia) und gliedert sich in fünf Regionalbezirke. Während im Regionalbezirk Evrytania keine gewerblichen Rebflächen registriert sind, verteilt sich der Rebbestand auf Fthiotida (820 Hektar), Böotien (3437 Hektar), Euböa (3942 Hektar) und Fokida (400 Hektar). Mittelgriechenland (griechisch Στερεά Ελλάδα Sterea Ellada) ist die wohlhabendste Region in Griechenland. Die jüngere Geschichte des Weinbaus in Mittelgriechenland ist eng mit dem Retsina verbunden. Dieser Wein wird seit jeher durch Beifügen von Harz in den Jungwein hergestellt. Das Harz stammt von Kiefern der Region und insbesondere das Harz der Aleppo-Kiefer genießt den besten Ruf. Durch Verbesserung der Ausbauverfahren konnte der Harzanteil im Fass bis in die 1960er Jahre von 7,5 Prozent auf 5 Prozent gesenkt werden. Größter Absatzmarkt waren die Bars von Athen. Durch den einsetzenden Tourismus wurde der Retsina zu einem populären Getränk. Der Einsatz des Harzes wurde in dieser Zeit auf 1 bis 2 Prozent begrenzt, die Weine hatten kaum Struktur, zu wenig Säure und einen unausgewogenen Alkoholgehalt. In den 1980er Jahren war die Qualität des verkauften Retsina auf einen absoluten Tiefpunkt angelangt; Großkellereien wie Kourtakis oder Cambas hatten den Markt mit nichtssagenden Weinen überschwemmt. Während Cambas im Jahr 1991 vom Weinhaus Boutari übernommen wurde, benannte sich das Haus Kourtakis in Greek Wine Cellars um. Heutiger Retsina hat mehr Säure, ist etwas alkoholreicher und ist weniger vom Harzgeschmack geprägt. Die Verkaufszahlen sind jedoch im Vergleich mit der jüngeren Vergangenheit sehr bescheiden. Allein Kourtakis verkaufte in den 1970er Jahren jährlich 60 Millionen Flaschen Retsina.
Das Negativimage strahlt jedoch noch heute auf die gesamte Weinbranche Mittelgriechenlands aus. Zurzeit ist die Rebsorte Savatiano die mit Abstand bedeutendste Rebsorte der Region. Nach der Reblauskatastrophe verdrängte sie zunehmend die qualitativ bessere Roditis-Rebe. Eine lange Tradition für Rosé- und Rotweine gibt es dort nicht. Erste ernsthafte Versuche in diese Richtung gibt es erst seit 30 Jahren (Stand 2008).
Trotz bedeutender Rebflächen wurden in Mittelgriechenland bislang lediglich zwei OPAP-Weine definiert, aber kurze Zeit später mangels Interesse der Winzer wieder verworfen. Böotien liegt nördlich der Region Attika. Das Klima ist jedoch hier etwas kühler als in Attika, da Böotien nicht durch Gebirgszüge gegen Winde aus nordöstlicher Richtung abgeschirmt ist. Der Weinbau beschränkt sich auf vier isoliert gelegene Gebiete. Das kühlste Anbaugebiet liegt in einer Höhe von bis zu 500 Metern an den Nordhängen des Parnitha. Weiter westlich finden sich Flächen zu Füßen des Kithairon. Die Herkunftsbezeichnung Côtes de Kitherona (ein Landwein) wird jedoch kaum genutzt. Im Zentrum Böotiens bei Elikona liegt ein drittes Gebiet, das von kühleren Anbaubedingungen profitiert. Östlich von Theben befindet sich bei Arma das wärmste Anbaugebiet Böotiens. Zusammen mit den fruchtbaren Böden der Ebene sind die Erträge sehr hoch. Die ehemals bedeutenden Flächen am Parnass wurden mehrheitlich aufgelassen.

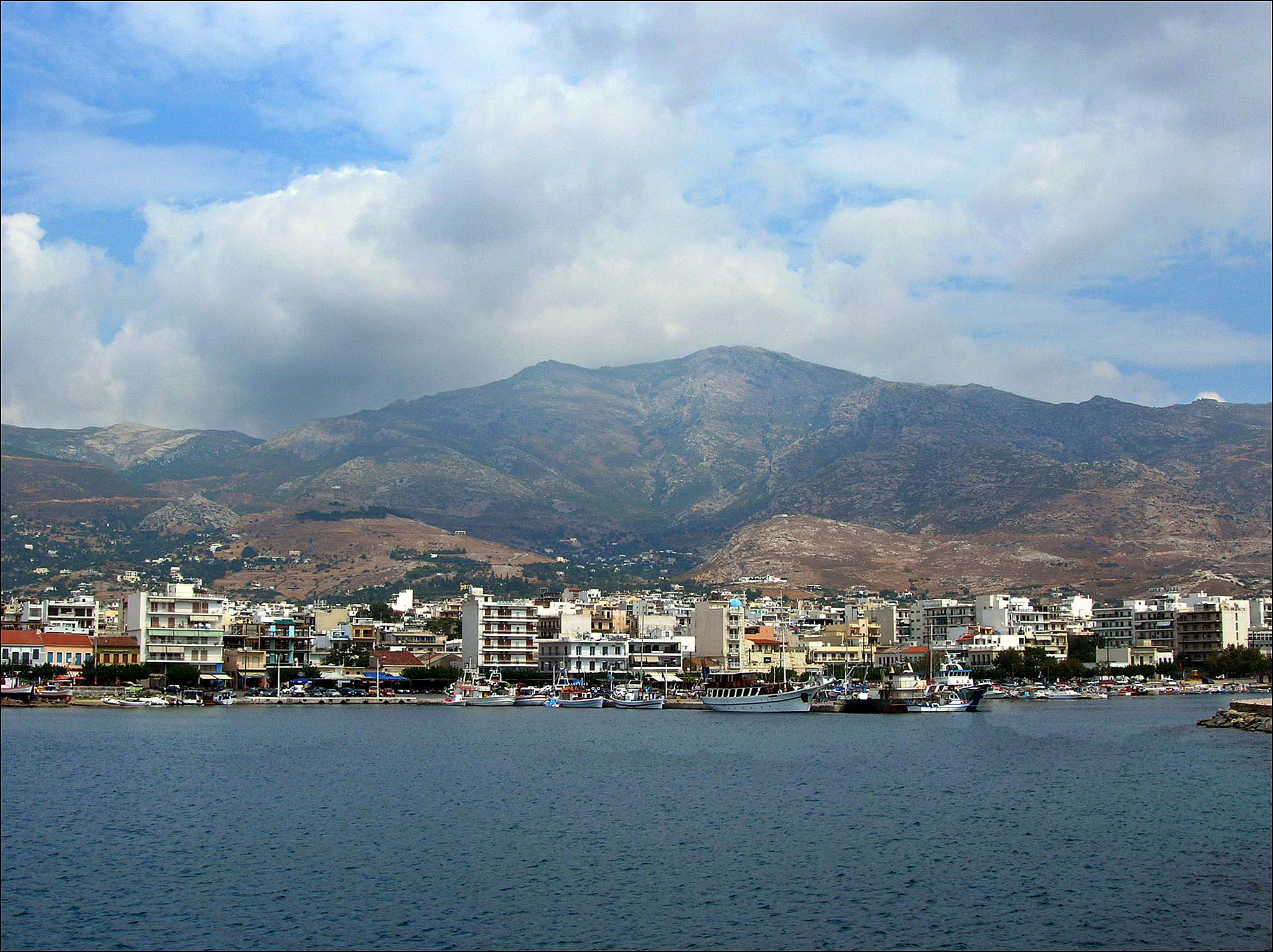
Die Umgebung der Stadt Karystos auf Euböa profitiert von der Definition des Landweins gleichen Namens. Die trockenen Weißweine der Region bestehen zu 90 Prozent aus der Rebsorte Savatiano.

Euböa ist nach Kreta Griechenlands größte Insel. Wie überall in Zentralgriechenland dominiert hier der Savatiano mit fast 80 Prozent den Rebsortenspiegel. Ergänzt wird das Spektrum durch Roditis und Assyrtiko. Weitere griechische Sorten wie Aidani, Limnio, Mandilaria, Liatiko, Vradiano und Karabraimis sind eher selten anzutreffen. Die französischen Sorten Chardonnay und Sauvignon Blanc wurden in den letzten 25 Jahren (Stand 2009) eingeführt. Die Anstrengungen der Winzer wurde bislang mit den Landweinen Karystos, Lilantio Pedio und Ritsona Avlidos belohnt. Mit der Weinkellerei Malamatina beheimatet die Insel einen der größten Anbieter von Retsina. Die 0,5 Liter Flasche mit dem Kronkorken ist in griechischen Bars häufig anzutreffen. Malamatina verfügt über seine angeschlossenen Mitglieder über 600 Hektar Rebfläche und füllt jährlich mehr als 50 Millionen Halbliterflaschen ab. Weniger prominent platziert sich die Winzergenossenschaft Halkida, die nach eigenen Angaben über 1000 Hektar verfügt aber kaum ein Fünftel davon selbst vermarktet. Der Rest wird als anonyme Fassware verkauft.
In Fokida gab es trotz 400 Hektar Rebfläche bis in das Jahr 2002 keinen Weinabfüller. Das Lesegut ging an Kellereien umliegender Regionalbezirke. Obwohl die ersten Ortsabfüllungen gut sind, ist es noch zu früh, um über das Potenzial der Gegend zu urteilen.
Die bereits in der Antike bekannten Weinberge des Regionalbezirks Fthiotida wurden weitestgehend von der Reblaus zerstört. Durch die einsetzende Landflucht wurde ein Großteil nicht mehr neu bestockt. Erst mit der Gründung des Weinguts Hatzimichalis im Jahr 1962 in der Gegend von Atalandi wurde der Weinbau wieder belebt. In den 1980er Jahren setzte Dimitris Hatzimichalis qualitative Maßstäbe in Griechenland. Von den insgesamt 820 Hektar in Fthiotida bewirtschaftet das Weingut 160 Hektar und bezieht nach von 20 Hektar das Lesegut.

#### Attika

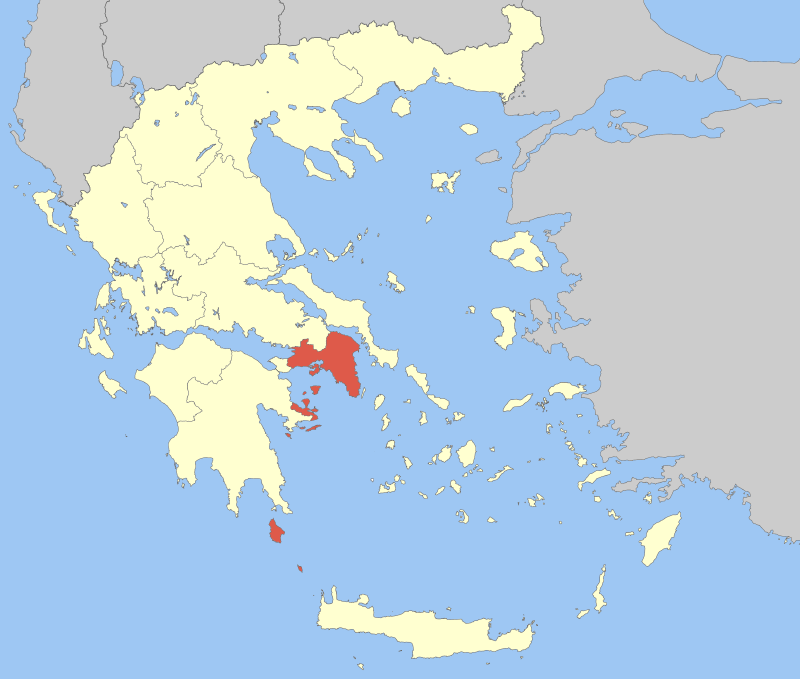
Lage der Region Attika innerhalb Griechenlands

Attika grenzt im Westen an Korinthia, im Norden an Böotien, die Gebiete auf der Halbinsel Peloponnes grenzen an den Regionalbezirk Argolis. Die südlichste Insel der Region, Andikythira, befindet sich rund 30 km nordwestlich von Kreta.
Die Bergketten Gerania im Westen sowie wie Kithairon, Parness und Pateras (Πατέρας, 1131 Meter hoch) im Norden schützen die Region vor den kalten Nordwinden. Im Sommer zählt Attika zu den trockensten und wärmsten Regionen Griechenlands (siehe hierzu auch das Klimadiagramm der Stadt Athen).
Insgesamt 11.540 Hektar Rebfläche verteilen sich auf 3 größere Gebiete. Dominierende Rebsorte ist hier ähnlich wie in Mittelgriechenland Savatiano, die in Attika einen Anteil von nahezu 90 Prozent erreicht. Im Westen der Region liegt ein Weinbaugebiet in der Nähe von Megara, wo die Produktion von Massenware überwiegt.

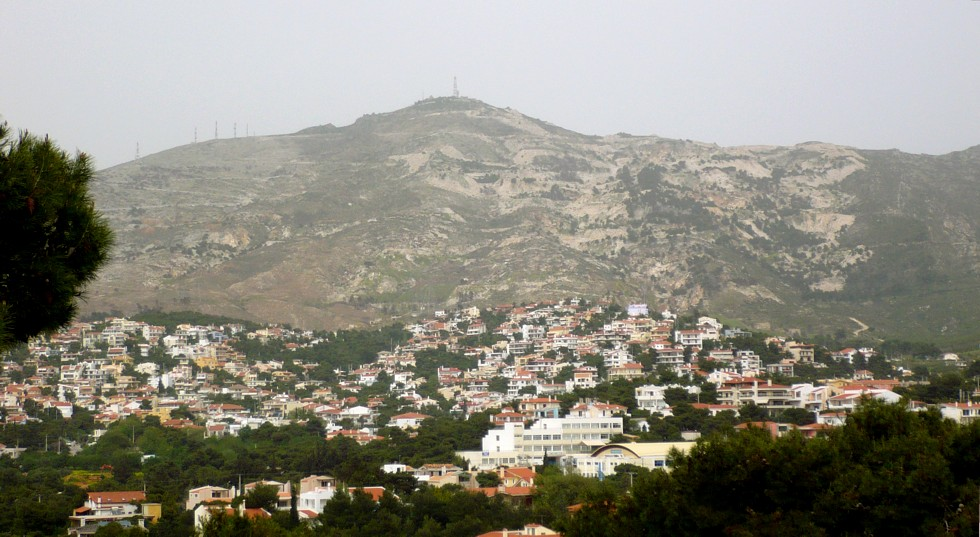
Blick von Nea Pendeli auf das Pendelimassiv

Im Osten der Stadt Athen liegt eine Ebene in der Provinz Mesogia. Das einst bedeutende Weinbaugebiet fällt zunehmend der Urbanisation im Umfeld der griechischen Hauptstadt zum Opfer. Viele Rebflächen mussten dem internationalen Flughafen Athen-Eleftherios Venizelos weichen. Durch die hervorragende Anbindung des Flughafens an die Metropole entwickelte sich das Umfeld des Geländes rasend schnell.
Im Norden liegt das dritte Gebiet, das sich an die Hänge des Parnass und des Pendeli schmiegt. Durch die Höhenlage ist das Temperaturgefälle von Tag und Nacht dort höher als in den anderen Weinregionen Attikas. Die Rebsorte Savatiano erbringt hier Weißweine, die mit einem Alkoholgehalt von maximal 12 Volumenprozent vergleichsweise leicht sind.
Attika verfügt über keinen OPAP-Wein, hat dafür im Gegenzug aber 14 verschiedene Landweine. Die Winzervereinigung von Attika, die in Sparta ansässig ist, bemüht sich sehr um die Entwicklung der Weinbauregion. Sie hat neben der Lobbyarbeit zur Gründung der Landweine eine Weinstraße eingerichtet und versucht, mit einer Fülle von Aktivitäten und Veranstaltungen die Kundschaft aus Athen sowie die Touristen der Region in die Anbaugebiete zu locken.
Das trockene Klima begünstigt den Ökologischen Weinbau, und mit der Familie Georga gibt es inzwischen ein Weingut, das mit der Anwendung der (umstrittenen) Biologisch-dynamischen Landwirtschaft den Ideen und Konzepten von Didier Dagueneau, dem Winzer der Loire folgt.

### Ionische Inseln

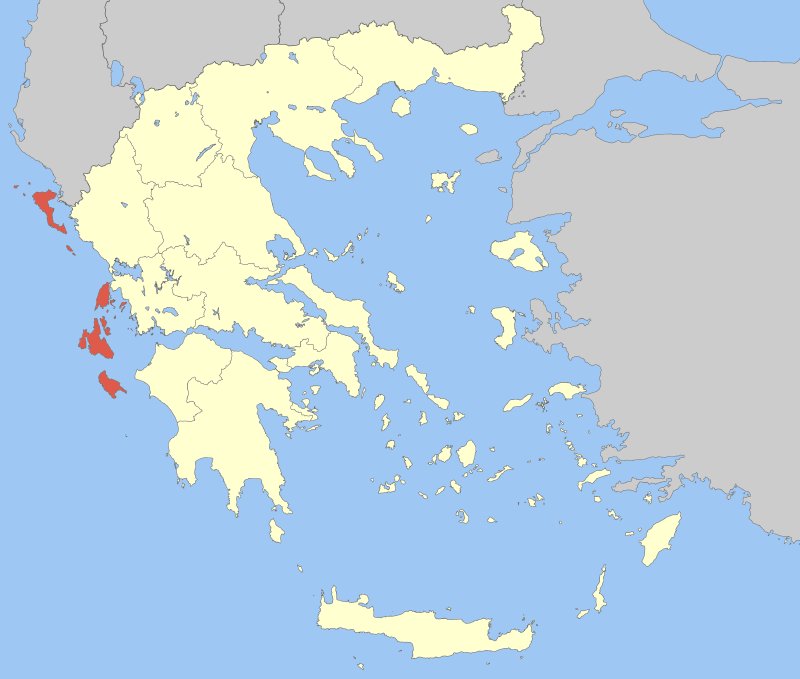
Lage der Region Ionische Inseln

Die Region Ionische Inseln (griechisch Ιόνια Νησιά Iónia Nisiá) erstreckt sich westlich des griechischen Festlands im Ionischen Meer. Im Gegensatz zum übrigen Griechenland war sie nie Teil des Osmanischen Reichs, sondern gehörte bis ins späte 18. Jahrhundert zur Republik Venedig. Auf allen größeren bewohnten Inseln, nämlich Korfu, Lefkada, Kefalonia, Ithaka und Zakynthos wird Weinbau betrieben. Die bedeutendsten Flächen hat die ehemalige Präfektur Kefallinia mit 1.105 Hektar. Mit 1.055 Hektar hat Korfu nur unwesentlich weniger Anbaufläche. Es folgen Lefkada (5742 Hektar) und Zakynthos (654 Hektar). Das Gelände der meisten Inseln ist stark gebirgig geprägt. Zusammen mit der isolierten Lage der Anbauflächen sowie einer Fülle von Mikroklimata konnte sich eine Fülle an Rebsorten halten.
Der Weinbau auf Zakynthos wurde nachhaltig von der Republik Venedig geprägt. Über 500 Freizeitwinzer liefern ihre Erträge an die lokale Winzergenossenschaft, und nur wenige Winzer vermarkten ihre Produkte eigenständig. Seit dem 16. Jahrhundert gilt die Insel als wichtiger Lieferant von Tafeltrauben. Die Italiener nennen die Insel Zante, ein Name der sich auf die Rebsorte Korinthiaki übertrug. Der Name Zante hat sich englischen Sprachgebrauch bis heute für diese Rebsorte gehalten, die im getrockneten Zustand als Korinthe vermarktet wird. Mit dem Verdea hielt sich ein alkoholstarker, oxidativ ausgebauter Wein auf der Insel. Dieser Wein, der den internationalen Geschmack derzeit nicht trifft, besteht aus einer Fülle von Rebsorten wie Goustoldi, Robola, Skiadopoulo, Pavlos sowie den sehr seltenen Areti und Korinthi. Obwohl die gesetzliche Vorschrift einen Anteil der Sorte Skiadopoulo von mindestens 75 Prozent vorsieht, ist eine Einhaltung der Regelung kaum kontrollierbar.
Einer Sage nach hat Kephalos, der Sohn des Götterboten Hermes und Namenspatron der Insel, unter Obhut des Weingott Dionysos den Weinanbau nach Kefalonia gebracht. Unter den Venezianern wurde der Korinthenanbau gefördert, so dass der Wein 1798 auf den zweiten Platz der Exportgüter lag, (die Trauben wurden angeblich sogar viermal im Jahr gelesen:) 1801 betrug der Export an Wein 80.000 Fässer (hingegen nur 20.000 Fässer Olivenöl), während die Korinthenproduktion 1807 bei 9 Millionen Pfund lag. Die Korinthenproduktion dominierte bis ins 20. Jahrhundert (neben der Schifffahrt) die Wirtschaft der Insel, hat ihre Rolle aber im Gegensatz zum Wein weitestgehend eingebüßt. Trotz eines Exporteinbruchs nach dem Zweiten Weltkrieg und einem verheerenden Erdbeben im Jahr 1953 ist die Insel heute bedeutendster Weinproduzent der Inselgruppe. Da der Tourismus zurzeit die bessere Einnahmequelle ist, fließen die Gelder nur spärlich in die notwendigen Investitionen zur Besserung der Qualität. Ähnlich wie auf Zakynthos ist der Rebsortenspiegel von einer Fülle inseltypischer Sorten geprägt. Wichtigste Sorte ist dabei Robola, die offiziell auch Rombola Aspri genannt wird. Im Süden der Insel wird der Rebsorte Robola der OPAP-Wein Robola Kephallinias (Ρομπόλα Κεφαλληνίας oder Robola of Cephalonia) gewidmet. Die besten Qualitäten wachsen dabei auf einer Höhe von 300 bis 800 Metern an den Hängen des 1628 Meter hohen Aenos. Das Weingut Gentilini erzeugt dabei seit Ende der 1980er Jahre Spitzenqualitäten.
Mit den Herkunftsbezeichnungen Moschatos Kephalinias und Mavrodaphni Kephalinias verfügt die Insel über 2 von insgesamt 8 griechischen Qualitätsweinen der Stufe OPE. Das Regelwerk sieht im Falle einer OPE lediglich den Ausbau von Süßweinen vor. Der Muskatwein wird im westlichen Teil der Insel hergestellt, während die Mavrodaphni-Gewächse über die ganze Insel inkl. dem südlichen Teil der Insel Ithaka verteilt stehen. Beide Weintypen wurden erst wieder seit Mitte der 1990er Jahre belebt, und die Resultate sind vielversprechend. Mit den Landweinen Côtes de Ainou, Metaksata und Matzavenata stehen den Winzern Möglichkeiten zur Vermarktung von Weinen auf Basis der Rebsorten Goustoldi, Moschatella, Tsaousi und Araklino zur Verfügung.
Auf Lefkada dominiert die Rebsorte Vertzami, bei der es sich möglicherweise um den italienischen Marzemino handelt. Die Weißweine, die unter dem Label eines Landweins verkauft werden, keltern die Winzer aus der Rebsorte Verdea. Daneben werden in geringem Umfang Malagousia, Lagorthi, Mavrodaphne, Vardea, Thiako, Chlores und Merlot angebaut.
Trotz einer Rebfläche von 1055 Hektar gibt es auf Korfu kaum selbstvermarktende Winzer. Die hohe Luftfeuchtigkeit der Insel lässt nur den Anbau sehr robuster Sorten zu, die dem Infektionsdruck von Pilzkrankheiten standhalten. Mit der weißen Kakotrigis und der roten Petrokoritho verfügt die Insel über zwei eigenständige Rebsorten.

### Peloponnes

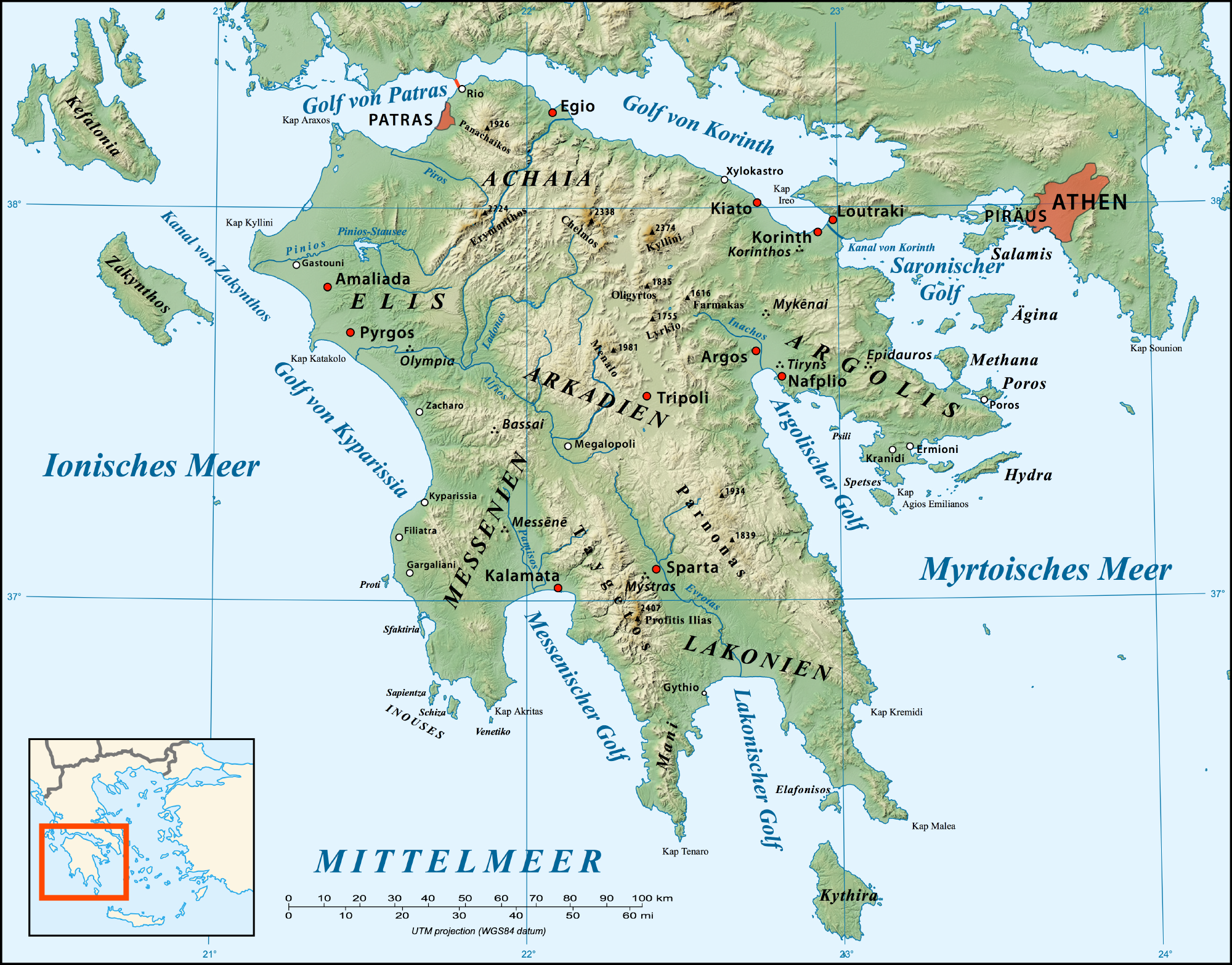
Reliefkarte des Peloponnes

Der Peloponnes ist der südlichste Teil der Balkanhalbinsel und somit das am weitesten ins Mittelmeer hineinragende Gebiet. Der südlichste Punkt des Peloponnes ist Kap Tenaro. Im Osten wird der Peloponnes von der Ägäis und im Westen vom Ionischen Meer begrenzt.
Die Region Peloponnes umfasst im Wesentlichen die historischen Landschaften Messenien, Arkadien, Lakonien, Argolis und die Umgebung Korinths sowie ein Stück Festland jenseits des Isthmus. Sie ist in die fünf Regionalbezirke Argolis (Αργολίδα/Argolída), Arkadien (Αρκαδία/Arkadía), Korinthia (Κορινθία/Korinthía), Lakonien (Λακωνία/Lakonía) und Messenien (Μεσσηνία/Messinía) gegliedert. Achaia (gr. Αχαΐα, Achaía) und Elis (gr. Ilía Ηλεία) gehören zwar zur Region Westgriechenland, werden aber weinbautechnisch zusammen mit der Region Peloponnes abgehandelt.
Abgesehen von den küstennahen Gebieten sowie den Ebenen zwischen Patras (Achaia) und Pyrgos (Elis), bei Kalamata (Messenien) sowie zwischen Sparta und Gythio (beide in Lakonien) ist der Peloponnes sehr gebirgig. Durch die überwiegend kargen Böden stellt der Weinbau die einzig wirtschaftliche Form der Landwirtschaft dar. Die Parameter Höhe, Ausrichtung der bepflanzten Hänge sowie die Distanz zum Meer bescheren der Region eine Fülle von Mikroklimata.
Die Gesetzgebung sieht zurzeit sechs Herkunftsbezeichnungen der obersten Klasse für den Peloponnes vor. Allein auf Achaia entfallen mit den OPE-Weinen Mavrodaphni Patras, Moschatos Patras und Moschatos Rio Patras sowie dem OPAP-Wein Patras vier Appellationen. Dem Deutschen Gustav Clauss kommt beim Mavrodaphne eine wesentliche Rolle bei der Entwicklung und Vermarktung des Weines zu. Clauss gründete das heute noch bekannte Weingut Achaia Clauss.
Der im Nordosten des Peloponnes gelegene Regionalbezirk Korinthia zählt zu den wichtigsten Rotweinerzeugern des Landes. Von den insgesamt 6137 Hektar entfallen allein 2123 Hektar auf die bekannte Herkunftsbezeichnung Nemea, wo gehaltvolle Rotweine auf Basis der Agiorgitiko entstehen. Im Gegenzug ist die Region ein wichtiger Lieferant preiswerter Massenweine. Knapp außerhalb der Definition des Anbaugebiets Nemea liegt auf 750 Metern Höhe das Dorf Klimenti. Der dort ansässige Winzer Giogios Gioulis setzte sich für die Schaffung des Landweins Klimentis ein, in dem Weißweine auf Basis von Chardonnay und Rotweine auf Basis des Cabernet Sauvignon entstehen.
In der landwirtschaftlich geprägten Argolis kommen dem Weinbau nur hochgelegene Parzellen zu, die kaum anders genutzt werden können. Von den insgesamt 736 Hektar entfallen noch 165 auf das Weinbaugebiet Nemea. An die wichtige Rolle im Weinbau, die die Region mit den Orten Mykene, Palea Epidavros oder Argos spielte, kommt sie aktuell nicht heran.
Arkadien liegt in der Mitte der südgriechischen Halbinsel und hat nur einen relativ schmalen Zugang zur peloponnesischen Ostküste am Osthang des Parnon-Gebirges. Das Land ist von Gebirgsketten durchzogen und die landwirtschaftlich nutzbaren Flächen liegen vergleichsweise hoch. Da hier insbesondere im Frühjahr und im Herbst der ausgleichende Klimaeffekt des Meers nicht greift, erfolgt die Ernte in Arkadien später als anderswo auf dem Peloponnes. Insgesamt 1555 Hektar Rebfläche verteilt sich über den gesamten Regionalbezirk. Bekanntester Wein Arkadiens ist der Mantinia, der den Status einer OPAP hat. In dieser Appellation nördlich der Stadt Tripoli entlang der Europastraße 65 werden aromatische Weißweine auf Basis der Rebsorte Moschofilero erzeugt. Stilistisch liegen die Weine zwischen einem Gewürztraminer und einem Muskateller, verfügen aber durch über eine kräftigere Säure über einen frischeren Charakter. Für die Vermarktung von Rotweinen nach französischem Vorbild wurde der Landweine Tegea eingeführt. Das Weinbaugebiet liegt auf einer Höhe von 700 bis 750 Meter in der Nähe der namensgebenden Gemeinde Tegea.
Lakonien befindet sich zwischen dem Parnon- und dem Taygetos-Gebirge, hohen Gebirgszügen, die in der Regel die Tausend-Meter-Grenze überschreiten und dadurch den ganzen Landstrich nur schwer passierbar machen. Die Gebirgszüge enden in zwei „Fingern“ der Halbinsel Peloponnes, der Taygetos in der Halbinsel Mani. Zwischen ihnen befinden sich der Lakonische Golf und das fruchtbare Tal des Flusses Evrotas, der auch Sommer genug Wasser für eine Bewässerung von Nutzflächen liefert. In Lakonien wurden offiziell lediglich 685 Hektar Rebfläche erhoben. Die Fläche privat genutzter Flächen dürfte jedoch ungleich höher liegen. Im Mittelalter lag hier die Wiege des überaus populären Malvasier. Ein Neuanfang gewerblichen Weinbaus wurde erst in den 1990er Jahren gestartet und die beiden Landweine Lakonia sowie Monemvasia wurden erst im Jahr 2000 eingerichtet. Die Anzahl einheimischer Rebsorten ist verwirrend hoch, die allesamt noch jungen Weinbaubetriebe müssen erst noch den lokalen Charakter der Weine der Region herausarbeiten.
Kern der Landschaft Messenien am Messenischen Golf ist das Flusstal des Pamisos und seiner Zuflüsse. Die Gegend, die früher die Bezeichnung Stenyklaros trug, stellt heute den am dichtesten besiedelten Teil Messeniens dar. Es handelt sich um eine äußerst fruchtbare Landschaft, wo bis heute Orangen, Zitronen, Mandeln, Feigen und Oliven angebaut werden. Ein Großteil der 2800 Hektar Rebfläche konzentriert sich auf Gebiete in Meeresnähe sowie um das Gebiet zwischen Kalamata und Messini. Seit fast 10 Jahren profiliert sich die Region zunehmend als qualitativ guter Hersteller von Rotweinen, denen mit den Landweinen Trifilia und Messinia eine Vermarktungsplattform geboten wird. Vorreiter dieser Bewegung sind die Weingüter Dereskos und Tsoli.
Obwohl der Regionalbezirk Elis über 3232 Hektar bestockter Rebfläche verfügt (dies ist immerhin mehr als die Rebfläche des deutschen Weinbaugebiets Rheingau), konnte sich bislang kaum ein eigenständiger Weinbau entwickeln. Die bereits im Jahr 1921 gegründete Winzergenossenschaft von Elis konnte sich nie profilieren und obwohl sie angibt, insgesamt 2000 Hektar unter Vertrag zu haben, liegt die abgefüllte Weinmenge bei 600.000 Flaschen pro Jahr. Das Lesegut ging in der Vergangenheit häufig in das benachbarte Achaia, um den unstillbaren Durst nach Massenweinen wie dem Demestica zu stillen.

### Südliche Ägäis

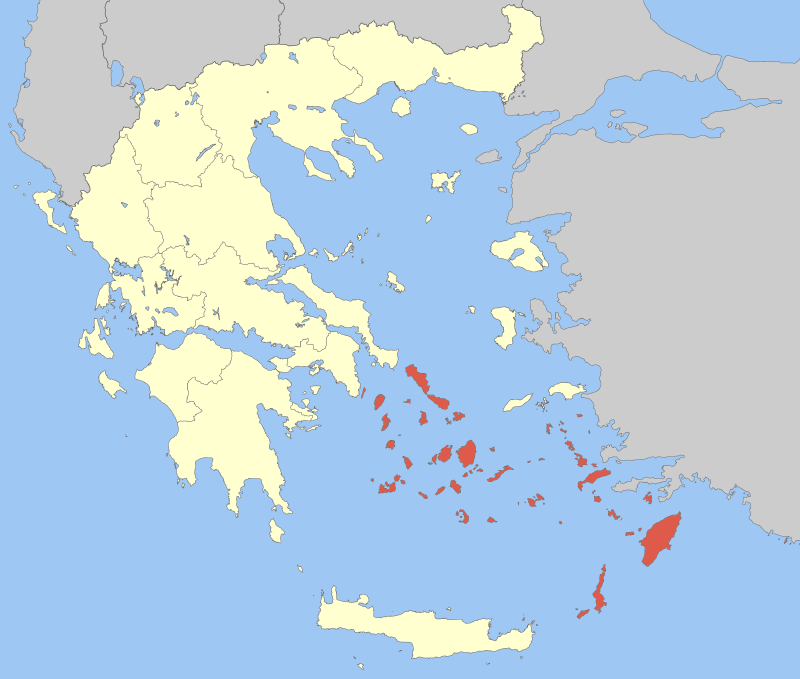
Überblick über die südliche Ägäis

Die Südliche Ägäis besteht aus den Inselgruppen Dodekanes und den Kykladen, die bis 2010 jeweils eigene Präfekturen bildeten.

#### Kykladen
Die Inseln der Kykladen bestehen meist aus Gneis und Glimmerschiefer, mitunter aus Granit und vulkanischem Gestein. Wegen ihrer Fruchtbarkeit nannte sie das Altertum die „Perlen von Hellas“. Heute sind viele der Inseln ohne Baumvegetation, wasserarm, kahl und verbrannt. Die Hitze des Sommers wird durch die Seewinde (Meltemi) vermindert.
Das für einen schönen Sommerurlaub ideale Wetter ist dem Weinbau jedoch nicht sehr zuträglich. Lediglich auf den Inseln Paros (Hauptartikel Paros (Wein)) und Santorin (→ Santorin (Wein)) wird in größerem Stil Wein angebaut, so dass die Rebfläche auf den Kykladen in Summe immerhin 4100 Hektar beträgt. Beide Inseln verfügen über Anbaugebiete im Rang eines OPAP. Die große Hitze und die Trockenheit führen zu einer rigorosen Selektion der Rebsorten. Es können lediglich Sorten angebaut werden, die hervorragend mit Trockenstress umgehen können. Der starke Wind kann die Erträge stark beeinflussen, indem er die Blüten im Frühjahr zerstört. Nach einem trockenen Sommer zum Zeitpunkt der Reife schließen die Pflanzen auf der Blattunterseite die Stomata zur Begrenzung der Verdunstung. Dieser Vorgang behindert jedoch eine weitere Reifung des Leseguts.
Neben den schon erwähnten Inseln Paros und Santorin finden sich noch Rebflächen auf den Inseln Tinos, Mykonos, Naxos und Syros. Aufgrund der kargen Böden mit einem extrem niedrigen Lehmanteil konnte die Reblaus auf den Kykladen nie Fuß fassen. Das durchschnittliche Alter der Reben gehört daher zu den höchsten in ganz Griechenland.

#### Dodekanes
Der Name Dodekanes leitet sich ab aus den griechischen Wörtern für „zwölf Inseln“ nach dem Dutzend Hauptinseln. Bewohnt sind heute etwa 25 der Inseln. Geografisch gehören die meisten der rund 160 Dodekanes-Inseln zur Inselgruppe der Südlichen Sporaden. Nahezu 80 Prozent allen Weins der Dodekanes entsteht auf Rhodos. Daneben ist der Weinbau auf Kos ebenfalls gut strukturiert. Beide Inseln sind die einzigen, die ihre Weine auch ins Ausland exportieren. Kleinere Flächen werden auf den Inseln Patmos, Nisyros, Tilos, Astypalea, Kasos, Symi und Karpathos bewirtschaftet während auf Kalymnos, Lipsi und Leros praktisch nur für den Hausverbrauch produziert wird.
Rhodos (neugriechisch Ρόδος (f. sg.), Ródos; altgriechisch Ῥόδος Rhódos) ist die Hauptinsel der Inselgruppe. Rhodos ist insbesondere im Inselinneren sehr bergig. Die höchsten Erhebungen sind der Attavyros mit 1215 Metern sowie der Akramitis mit 825 Metern. Die bis an die Küsten reichenden Berge fallen meist steil zum Meer ab. Der Süd- und Nordteil der Insel sind deutlich flacher. Von Mitte Mai bis Mitte September ist kaum Regen zu erwarten. Die ausreichende Wasserversorgung ist dank der Kalkgebirge dennoch ganzjährig gesichert. Mit insgesamt 1143 Hektar Weinbergen ist die Hauptinsel auch bedeutendster Weinproduzent der Dodekanes. Obwohl ähnlich warm wie auf Paros oder Santorin ist der Wind auf Rhodos weniger prägend. Es gibt drei Herkunftsbezeichnungen der obersten Qualitätsstufe. Der trockene OPAP-Rotwein Rhodos wird sortenrein aus Mandilaria, der trockene Weißwein sortenrein aus der Athiri gekeltert. Der süße OPE-Dessertwein Moschatos Rhodou (Muscat of Rhodes, Muscat von Rodos) wird sortenrein aus der Sorte Muscat Blanc produziert. Rund 90 % der Weintrauben werden durch die große Winzergenossenschaft Cair vinifiziert. Emery Wines ist mit 70 Hektar ein anderer bedeutender Hersteller.

### Nördliche Ägäis

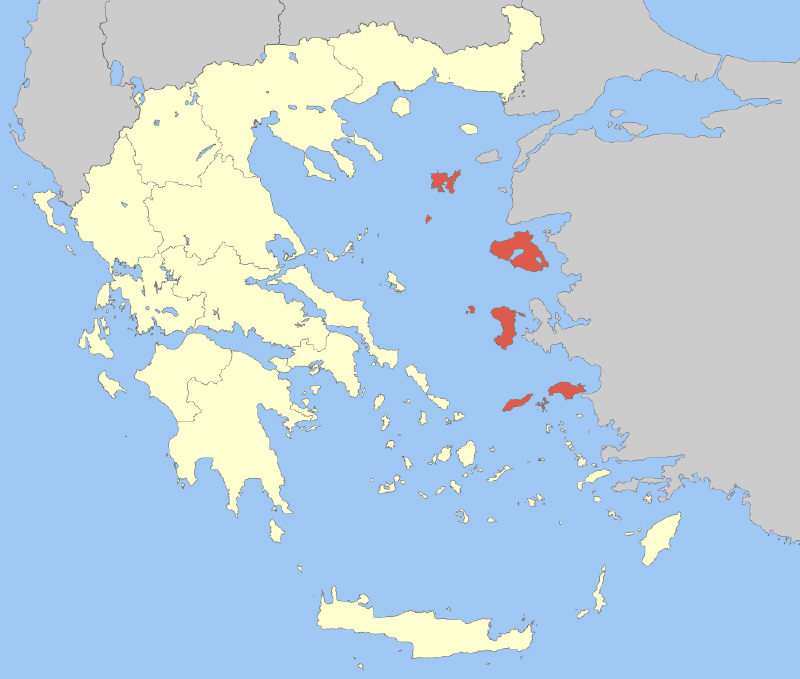
Überblick über die Nördliche Ägäis

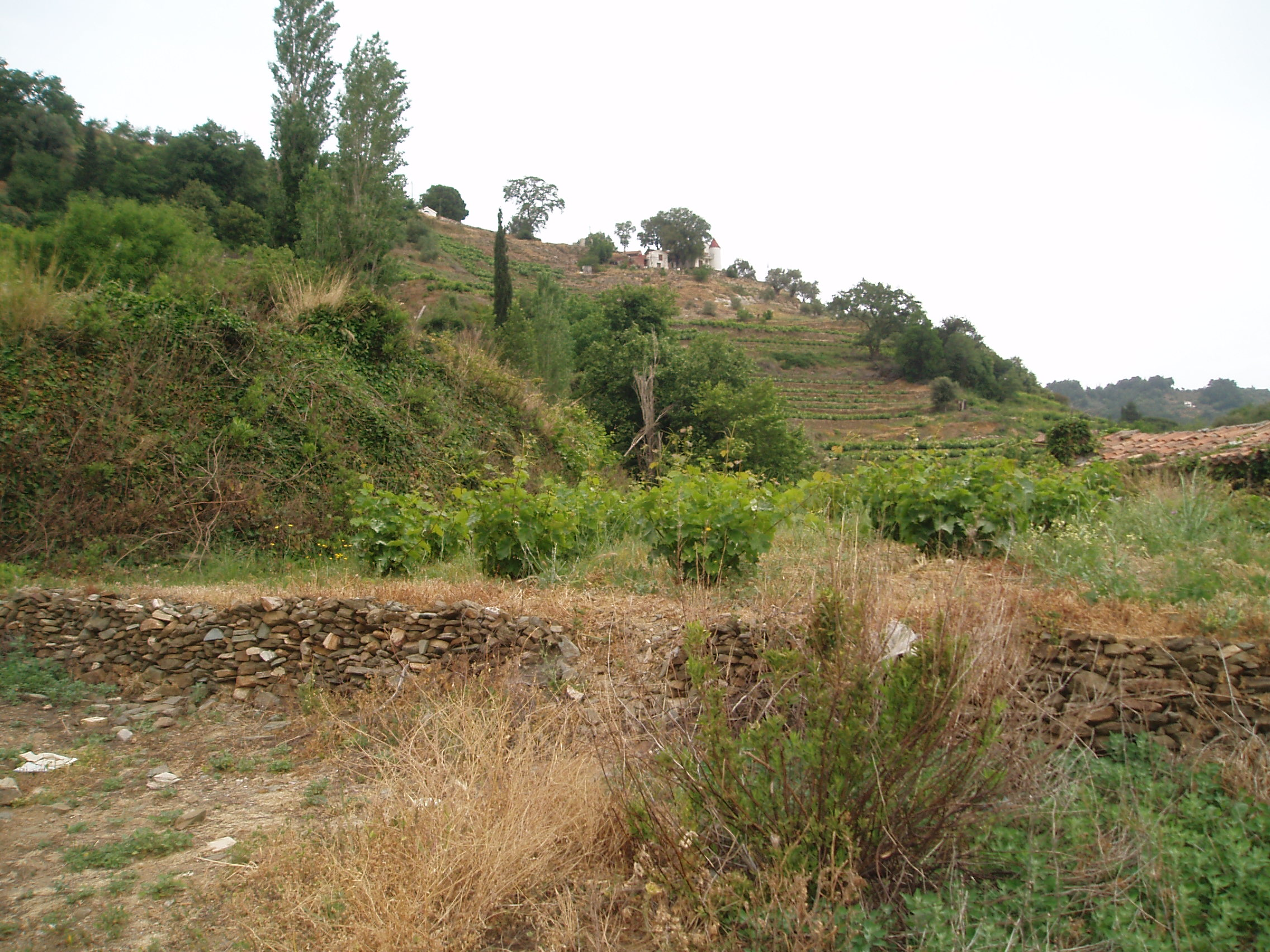
Der überwiegende Teil der Rebfläche auf Samos ist terrassiert und liegt auf einer Höhe zwischen 150 und 800 Metern

Die Region Nördliche Ägäis hat rund 210.000 Einwohner und umfasst Inseln, die unter geografischen Gesichtspunkten zu den Nordägäischen und Ostägäischen Inseln sowie zu den Südlichen Sporaden zählen. Die Hauptstadt ist Mytilini auf Lesbos. Die Region ist in die Regionalbezirke Lesbos, Limnos, Chios Ikaria und Samos unterteilt.
Die Insel Samos ist das bedeutendste Anbaugebiet der nördlichen Ägäis. Von den insgesamt 2800 Hektar entfallen über 1500 Hektar auf diese Insel. Mit dem Wein namens Samos verfügt die Insel über eine Herkunftsbezeichnung im Range einer OPE. Die Dessertweine werden auf Basis des Muscat blanc hergestellt.
 Nahezu 100 Prozent der geernteten Trauben wird von der übergeordneten Winzergenossenschaft Samos UWC verarbeitet, die dadurch in der Lage ist, für den Export Wein in ausreichender Menge zur Verfügung zu stellen. Die Samos UWC greift selber auf die Dienste von 25 Kooperativen zurück.
Zweitwichtigstes Anbaugebiet der Region ist die Insel Limnos. Die trockenen Weißweine auf Basis der Rebsorte Muscat d’Alexandrie dürfen unter der Herkunftsbezeichnung Limnos vermarktet werden. Der Limnos ist einer der 25 OPAP-Weine Griechenlands. Die Dessertweine, die mit der gleichen Rebsorte ausgebaut werden, dürfen unter der Appellation Moschatos Lemnou (Μοσχάτος Λήμνου oder Muscat of Limnos) mit dem Rang einer OPE vermarktet werden.
Der Weinbau auf Lesbos ist stark zurückgegangen. Von der Antike bis in das 15. Jahrhundert waren die Rotweine der Insel sehr bekannt. Heute gibt es maximal 80 Hektar, die dem Weinbau gewidmet sind. Haupteinnahmequelle auf der Insel Lesbos ist der Anbau von Oliven. Die drittgrößte Insel Griechenlands ist aber wegen der Spirituose Ouzo bekannt. Fast 50 Betriebe haben sich auf Herstellung und Handel dieses Getränks spezialisiert.
Neben Olivenöl ist Chios vor allem durch die Mastix-Produktion speziell im südlichen Bezirk Mastichochoria bekannt. In der Umgebung der Gemeinden Pyrgi, Mestá und Olympia wachsen die immergrünen Mastixbäume, die das Naturharz absondern. Der ehemals bekannte Weinbau beschränkt sich zurzeit auf etwa 10 Hektar.
Noch zu Ende des 19. Jahrhunderts war die bestockte Rebfläche auf Ikaria nahezu zehnmal größer als heute. Auf nahezu 100 Hektar werden überwiegend die Rebsorten Mandilaria, Athiri, Assrtiko, Agianniotiko, Fokiano, Kotsifali und Ritino angebaut. Zurzeit gibt es drei selbstvermarktende Winzer, die auf dem Gemeindegebiet von Evdilos ansässig sind.

### Kreta

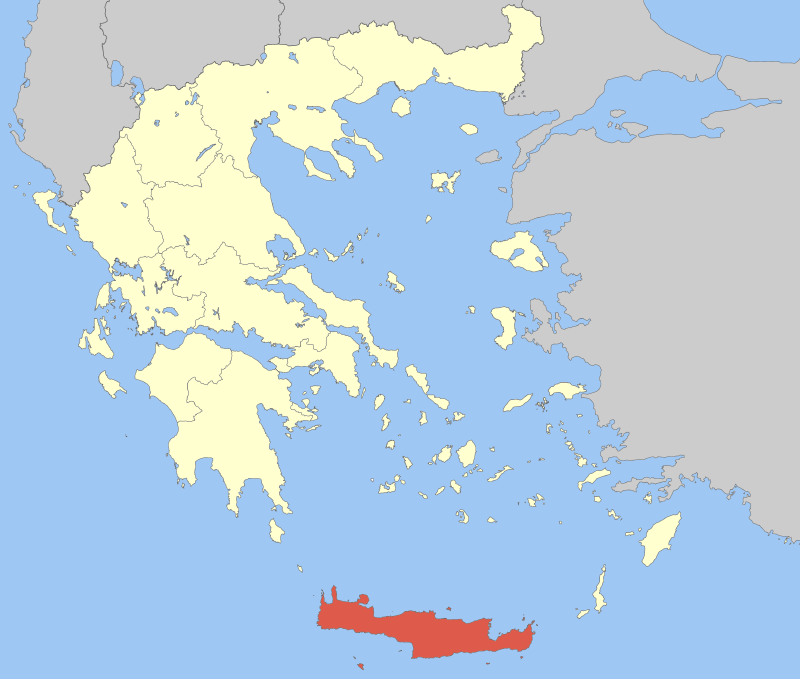
Die Lage der Insel Kreta innerhalb Griechenlands

Kreta ist die größte griechische Insel und nach Zypern die zweitgrößte des östlichen Mittelmeeres. Die Insel hat eine gestreckte Form, sie misst in Ost-West-Richtung über 260 Kilometer bei einer größten Breite von 60 Kilometer. An ihrer schmalsten Stelle bei Ierapetra ist Kreta 12 Kilometer breit. Kreta ist sehr gebirgig und wird durch eine von West nach Ost reichende Gebirgskette bestimmt, die zumeist zur Südküste hin steiler, zum Norden hin flacher abfällt. Der Sommer ist heiß und trocken, wobei insbesondere an der Südküste sehr hohe Temperaturen gemessen werden. Der Winter ist regenreich und mild, die Hochlagen der Gebirgszüge sind schneereich. Kreta ist durch mehrere Klimazonen geprägt. Die Spanne reicht von trocken-heißen bis zu feucht-alpinen Zonen.
Hauptwirtschaftszweig von Kreta ist der Tourismus. Landwirtschaftlich wird die Insel vor allem für Wein-, Oliven- und Obstanbau genutzt. Ein großer Teil des kretischen Weinbaus dient der Produktion von Rosinen. Die wenigen Ebenen Kretas im Südosten, die Lasithi-Hochebene sowie die Messara-Ebene sind von zahlreichen Treibhauskulturen geprägt, in denen Gemüse und Salate sowohl für den Eigenbedarf als auch für den Export angebaut werden.
Kreta verfügt über vier Weine im Rang einer OPAP, von denen sich drei auf dem Gebiet des Regionalbezirks Iraklio befinden. Der Zustand des kretischen Weinbaus war während einiger Jahrzehnte des 20. Jahrhunderts in einem desolaten Zustand. Trotz einer Vielzahl von Feierabendwinzern gab es nur einige wenige gewerbliche Weingüter. Ein großer Anteil der Rebanpflanzungen diente der Herstellung des Grundstoffs für den sehr populären Tsikoudia. Erst im Jahr 1972 wurden erste Anpflanzungen der Insel Opfer der Reblaus. Die Invasion des Schädlings zerstörte eine Fülle alter Rebanlagen. Da die Pflanzen der autochthonen roten Rebsorten Mandilaria, Liatiko, Romeiko und Kotsifali erst nach 20–30 Jahren Lesegut hoher Qualität liefern, wurden speziell die OPAP-Regionen um Archanes und um Peza in der ehemaligen Gemeinde Nikos Kazantzakis schwer getroffen. Neben diesen roten Sorten ist Vilana eine wichtige weiße autochthone Rebsorte. Später wurden die internationalen Sorten Cabernet Sauvignon, Carignan, Grenache, Syrah, Chardonnay, Semillon und Viognier angepflanzt. Als Kuriosum gelten die Versuche mit dem Silvaner. Die geschmacklich neutrale Sorte soll den Verschnitten die nötige Säurestruktur verleihen.
Lange Zeit wurde der Weinbau auf Kreta von insgesamt sechs Winzergenossenschaften dominiert. Die Winzer wurden aufgrund einer fehlenden Qualitätspolitik zu extrem hohen Erträgen ermuntert. Ernten von 420 hl/ha und mehr schienen keine Seltenheit zu sein. Damit lagen die Erträge siebenmal über dem für einen akzeptablen Qualitätsanbau geltenden Limit. Seit den 1990er Jahren setzt sich der Qualitätsgedanke allmählich durch.
Der im Westen der Insel liegende Regionalbezirk Chania verfügt über das kühlste Klima der Insel. Bislang werden die Reben in den fruchtbaren Böden tiefgelegener Lagen gezogen. Unter diesen Umständen sind die Erträge zwangsläufig zu hoch. Dominiert wird der Rebsortenspiegel von der Rebsorte Romeiko. Ergänzt wird das Angebot durch die Sorten Fokiano und Tsardana. Bislang konnte das Qualitätspotential von Romeiko nicht ausgelotet werden. Seitdem der Winzer Ted Manoussalis vom gleichnamigen Weingut vor wenigen Jahren einen Weinberg mit über 60 Jahre alten Romeiko-Reben erwarb, erhoffen sich die Winzer der Region Impulse zum korrekten Ausbau der Produkte.
Der Regionalbezirk Rethymno wird im Westen durch die Weißen Berge (Lefka Ori) und im Osten durch das Ida-Gebirge mit dem Psiloriti begrenzt. Klimatisch gesehen gleicht die ganzjährige Temperaturverteilung der von Iraklio. Rethymno ist damit spürbar wärmer als das benachbarte Chania. Durch die hohen Gebirge ist eine ausreichende Wasserversorgung während des ganzen Jahres sichergestellt. Obwohl noch reichlich Weinberge erhalten sind, gibt es bislang keine selbstvermarktende Winzer. Das Lesegut wird in die benachbarten Regionalbezirken gebracht und geht in Tafelweine oder überregionale Landweine Kretas ein.

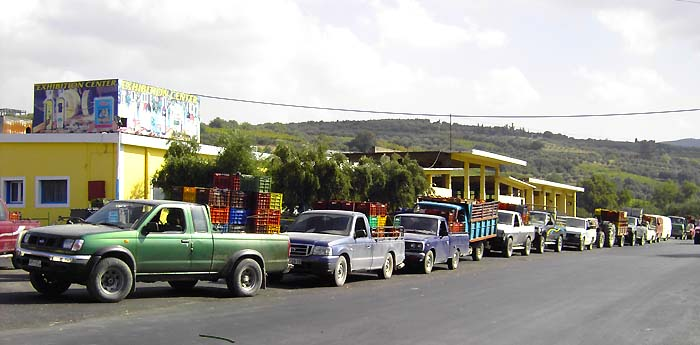
Weinanlieferung an die Winzergenossenschaft Union of Peza Cooperatives mit insgesamt 3000 Mitgliedern

Iraklio wird von den Weißen Bergen und dem Dikti-Gebirge begrenzt. Die griechische Gesetzgebung hat diesen Regionalbezirk mit drei OPAP-Weine bedacht. Die Weinbaugebiete Archanes, Peza und Dafnes liegen allesamt südlich von Iraklio. Der rote Archanes wird auf Basis der Rebsorten Kotsifali und Mandilaria stets trocken ausgebaut. Die aromatischen Rotweine von Dafnes können trocken oder süß angeboten werden und sind sortenreine Produkte der Liatiko-Rebe. In Dafnes ist vor allem der Winzerbetrieb Idaia bekannt. Die Weine des Weinguts werden in Deutschland angeboten und sind beliebt auch in der nicht griechischen Gastronomie und im Einzelhandel. Seine Weine haben sehr gutes internationales Niveau und erzielten entsprechende Auszeichnungen. Die trockenen Rotweine von Peza werden wie der Archanes aus Kotsifali und Mandilaria hergestellt. Die trockenen Weißweine der Region werden auf Basis des Mosts von Vilana ausgebaut. Die bedeutendste Investition tätigte das Weingut Michalakis im Dorf Metaxohori der Gemeinde Nikos Kazantzakis.
Der Regionalbezirk Lasithi im Osten der Insel ist zugleich die trockenste und wärmste Region Kretas. Mit einer offiziellen Rebfläche von 953 Hektar (Stand 2001) verfügt der Regionalbezirk über nur knapp 10 Prozent der bestockten Fläche Kretas aber 689 Hektar davon liegen im Definitionsgebiet des OPAP-Weins Sitia. Die trockenen Weißweine aus dem Gebiet um Sitia bestehen zu mindestens 70 Prozent aus der Rebsorte Vilana. Der Rest stammt von der Sorte Thrapsathiri. Die Rotweine stammen zu mindestens 80–100 Prozent aus wurzelechten und sehr alten Liatikorebpflanzungen. Der Verschnitt kann durch die tiefdunkle Mandilaria ergänzt werden. Diese Weine werden in den Geschmacksrichtungen trocken und süß angeboten. Aufgespritete Rotweine sind im Rahmen der Gesetzgebung ebenfalls erlaubt. Größter Anbieter in Lasithi ist die Winzergenossenschaft Sitia Union of Agriculture Cooperatives (kurz UAC), die insgesamt 43 Filialen betreibt und von fast 9000 Mitgliedern beliefert wird. Die UAC unterstützt auch das Kloster Toplou beim Ausbau der klostereigenen Weine. Qualitativ wichtigster Anbieter ist die Economou Winery bei Xiros.

## Rebsorten
Über die verwirrend große Vielzahl griechischer Rebsorten berichtete bereits Vergil. In seinem Werk Georgica heißt es:

„Aber wie reich an Arten sie sind, und an Namen wie vielfach, Fehlet die Zahl, und nicht ja, in Zahl sie zu fassen, verlohnt es. Wer sie zu zählen begehrt, der begehrt auch der libyschen Eb’ne Sandgewühl zu erforschen, wie viel im Weste gewälzt wird;“

Eine wissenschaftliche Aufbereitung der einheimischen Rebsorten ließ lange auf sich warten. Obwohl das Weininstitut in Athen bereits im Jahr 1937 gegründet wurde, nahm es erst fast 15 Jahre später seine Arbeit auf. In seiner Frühzeit widmete sich das Institut erst Fragen der Destillation sowie der Weingesetzgebung. Eine Bestandsaufnahme der Rebsorten rückte erst in den 1980er Jahren in den Blickpunkt der Önologen. Obwohl diese Arbeit noch nicht abgeschlossen ist, scheint die frühere Schätzung von mindestens 300 bis 350 autochthonen Rebsorten als deutlich überzogen. Die Önologin Haroula Spinthiropoulou veröffentlichte Ende der 1990er Jahre ein Verzeichnis mit insgesamt 199 Sorten, die oft nur regional angebaut werden. Die Differenz früherer Angaben zur jetzigen Einschätzung der Lage beruht auf einem besseren Verständnis der oft weit voneinander nur schwierig zu erreichenden Anbauflächen. Viele andersnamige Bezeichnungen haben sich häufig als Synonyme schon bekannter Sorten entpuppt oder vormals eigenständige Rebsorten stellten sich als Klon anderer Sorten dar.
In den 1960er Jahren gelang mit dem Katogi-Averof aus Cabernet Sauvignon und Agiorgitiko Reben zum ersten Mal eine Cuvée aus einheimischen und eingeführten Reben.

### Rote Rebsorten
Agiorgitiko (2319 Hektar, Stand 1999) gilt als eine der edelsten roten Rebsorten Griechenlands. Sie wird hauptsächlich in der Region Nemea auf dem Peloponnes angebaut. Benannt wurde Agiorgitiko nach dem früheren Namen der Stadt Nemea, Agios Georgis.
Cabernet Franc (39 Hektar, Stand 1999) ist eine Sorte aus dem Südwesten Frankreichs. Anders als die beiden anderen Sorten des Bordelais, Cabernet Sauvignon und Merlot, wird sie in Griechenland nur in deutlich geringerem Ausmaß auf dem Peloponnes, in Attika, Böotien, Epirus und Makedonien angebaut. An prominentester Stelle wird sie sicherlich im OPAP-Wein Côtes de Meliton eingesetzt. Neben einem klassischen Verschnitt mit Cabernet Sauvignon kommt die Sorte auch an der Seite der einheimischen Limnio zum Einsatz. Die Trauben reifen im warmen Klima Griechenlands bereits in der zweiten Hälfte des August und können somit zuverlässig zur Vollreife kommen. Die krankheitsanfällige Sorte leidet schnell unter Trockenstress und wird daher bevorzugt in höhergelegenen und feuchteren Gebieten eingesetzt.

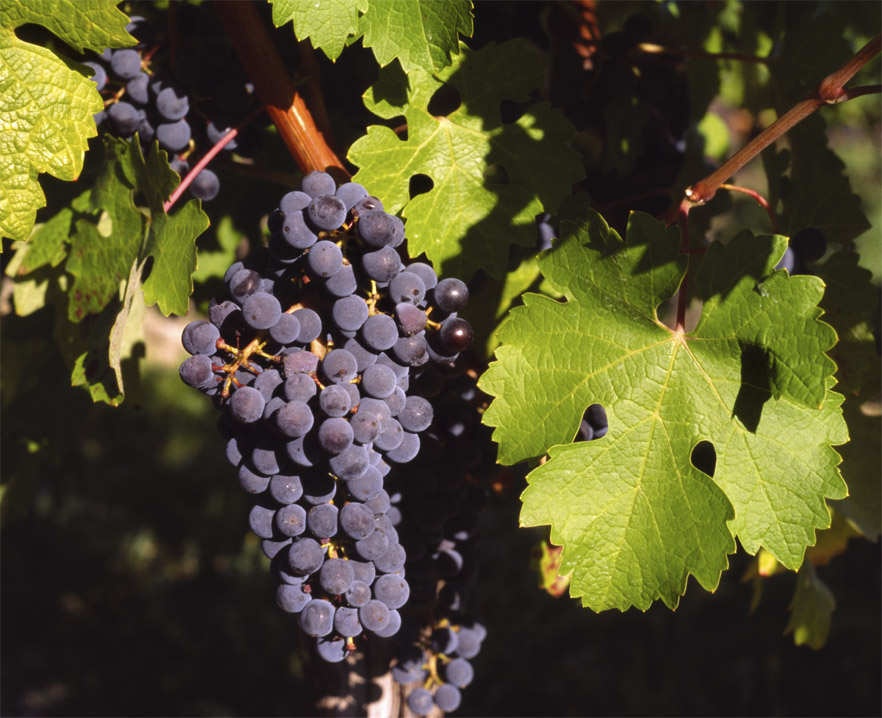
Die Rebsorte Cabernet Sauvignon, die sich international als eine der führenden Sorten durchsetzen konnte.

In den frühen 1960er Jahren legte Evangelos Averoff in Metsovo erste Anpflanzungen mit der international bekannten Rebsorte Cabernet Sauvignon (687 Hektar, Stand 1999) an. Knapp 15 Jahre später legte Dimitris Hatzimichalis den ersten international beachteten sortenreinen Cabernet-Sauvignon-Wein Griechenlands vor. Mittlerweile ist die Sorte gesetzlicher Bestandteil von fast der Hälfte aller definierten Herkunftsbezeichnungen und wird von mehr als 140 Winzern angebaut.
Cinsault (108 Hektar, Stand 1999) stammt ursprünglich aus dem Languedoc in Südfrankreich. Bereits kurz vor dem Zweiten Weltkrieg vornehmlich in Thrakien und Makedonien eingesetzt, konnte sich die Sorte in Griechenland nie durchsetzen. Heute liegt ihr Verbreitungsgebiet in den südlichen Gebieten Griechenlands; sie wird dort meist im Verschnitt mit anderen Rebsorten wie dem Grenache eingesetzt.
Kotsifali (1148 Hektar, Stand 1999) ist eine griechische Sorte, die vor allem auf Kreta zu finden ist. Die Beeren reifen im späten August oder frühen September und erbringen Weine mit hohem Alkohol- und niedrigem Säuregehalt. Die Farbe der Rotweine ist aufgrund der dünnen Beerenschale nur mitteltief rot. Meist wird Kotsifali zusammen mit der Sorte Mandilaria verschnitten. Mandilaria verleiht dem Wein mehr Farbe, Tannin und Säure.
Liatiko (2546 Hektar, Stand 1999) wurde fälschlicherweise mit der italienischen Rebsorte Aleatico in Verbindung gebracht. Die wuchskräftige und ertragskräftige Sorte wird auf Kreta zu sowohl süßen als auch trockenen Rotweinen verarbeitet. Sie reift dort spätestens Ende August und ist in drei Varianten bekannt. Psilorogo Liatiko verfügt über kleinere Beeren als üblich, Araiorago Liatiko ist lockerbeeriger und die Farbe von Blättern und Beeren der Variante Kotsifoliatio ist heller. Die besten Süßweine und trockenen Weine auf Basis von Liatiko sind die OPAP-Weine von Dafnes und Sitia.
Limnio (122 Hektar, Stand 1999) gilt als eine der ältesten Rebsorten Griechenlands. Sie wurde wahrscheinlich bereits von Hesiod (ca. 700 v. Chr.) und Aristoteles (384–322 v. Chr.) als „Lemnia“ oder „Limnia“ erwähnt. Auf der Insel Limnos wurde im 2. Jahrhundert v. Chr. eine Rebsorte Limnia stafili erwähnt. Ob ein Zusammenhang zur Sorte Limnio besteht, ist jedoch unbekannt. Heute wird die Sorte in Makedonien, Thrakien und auf Limnos kultiviert. Ihre frühere Beliebtheit konnte sie bisher jedoch nicht mehr erreichen. Einzig die Domaine Carras konnte Mitte der 1990er das Potenzial der Sorte in sortenreinem Ausbau aufzeigen.
Mandilaria (845 Hektar, Stand 1999) gilt in Griechenland unter den tiefdunklen Sorten zu den populärsten. Selbst der schon sehr dunkle Wein der Sorte Cabernet Sauvignon kann mit einer 10-prozentigen Beimischung von Mandilaria noch an Farbe gewinnen. Im Wein von Paros genügt ein 20-prozentiger Anteil von Mandilaria zusammen mit der weißen Sorte Monemvasia zur Erzeugung eines Rotweins! Der Rebsorte fehlt es jedoch an Säure und Alkohol. Sie wird daher mit Ausnahme des roten Weins der Herkunftsbezeichnung Rhodos kaum sortenrein ausgebaut. Auf Kreta verleiht sie den Weinen des Kotsifali mehr Farbe, wie in den Weinen von Archanes und Peza zu sehen ist.
Mavrodaphne (537 Hektar, Stand 1999) ist eine rote Sorte, die zur Familie der Muskateller gerechnet wird. Mavrodaphne von Patras ist ein roter, leicht gespriteter griechischer Süßwein, der vor allem in der Umgebung von Patras aus Trauben der Rebe gleichen Namens hergestellt wird. Neben dem von der gleichnamigen Insel stammenden weißen Samos ist der Mavrodaphne der bekannteste griechische Süßwein und zählt zu den echten Klassikern Griechenlands. Der frühere Erfolg des Weins ist insbesondere mit der Kellerei Achaia Clauss verbunden. Mittlerweile werden immer mehr ausgezeichnete trockene Weine aus der Traube erzeugt, die einen eigenen Character haben und großes Potential.
Merlot (183 Hektar, Stand 1999) ist wie Cabernet Franc und Cabernet Sauvignon eine rote Rebsorte aus der französischen Region Aquitanien. Sie wurde in den frühen 1960er Jahren von den Pionieren Yannis Carras, Dimitris Kataros und Evangelos Averoff in Griechenland eingeführt. Das ganze Potential der Rebsorte zeigte jedoch wiederum erst Dimitris Hatzimichalis, als er in den frühen 1990er Jahren einen sortenreinen Wein internationaler Klasse präsentierte. Mittlerweile wird sie in 23 ehemaligen Präfekturen in den Regionen Epirus, Thessalien, Makedonien, dem Peloponnes und Zentralgriechenland angebaut. Die Trauben reifen in Griechenland meist im späten August.
Die rote Rebsorte Negoska (96 Hektar, Stand 1999) wird in der Region Makedonien in nahezu allen Regionalbezirken kultiviert. Vermutlich stammt die Sorte aus der Gegend um Naoussa, deren slawischer Name Negush ist. Die Rebsorte, die besonders spät austreibt, ergibt fruchtbetonte, aber säurearme Weine, die über gut eingearbeitete Tannine und eine tiefdunkle Farbe verfügen. Der rote Negoska wird häufig mit der säurereicheren Rebsorte Xinomavro kombiniert, eine Kombination die in der Herkunftsbezeichnung Goumenissa vorgeschrieben ist.
Beim Vertzami (491 Hektar, Stand 1999) handelt es sich in gewisser Weise um die Mandilaria-Rebe Westgriechenlands. Im westlichen Peloponnes, im westlichen Zentralgriechenland und auf den ionischen Inseln bringt Vertzami die dunkle Farbe in den Verschnitt. Mit seiner Fruchtigkeit, den gut eingearbeiteten Tanninen, einem hohen Alkoholgehalt und einer mäßigen Säure sind sortenreine Vertzami-Weine interessanter als sortenreine Mandilaria. Die ertragreiche Sorte reift in warmen Lagen erst ab Mitte September, kommt also in Höhenlagen oder kühleren Anbaugebieten Griechenlands nicht mehrt zur Vollreife. Das Synonym Lefkaditiko nährt Vermutungen, dass die Sorte in Lefkada zuhause ist.
Die kapriziöse Sorte Xinomavro (1818 Hektar, Stand 1999) ist schwierig zu ziehen. Die Pflanze leidet schnell unter Trockenstress und ist anfällig gegen die klassischen Pilzkrankheiten Echter Mehltau, Falscher Mehltau der Weinrebe und Grauschimmelfäule. Bei Kalium-Mangel können die Säurewert extrem hoch ausfallen. Wegen des Problems mit Trockenstress wird die Sorte meist im feuchteren und kühleren Norden angebaut. Xinomavro ist wichtiger Bestandteil der OPAP-Weine Amyndeo, Naoussa und Goumenissa.
| \| \| Zugelassene rote Rebsorten \| | \| \| Zugelassene rote Rebsorten \| | \| \| Zugelassene rote Rebsorten \| | \| \| Zugelassene rote Rebsorten \|                                                                                          |
| --- | --- | --- | --- |
| - Agianniotiko - Aidani Mavro - Avgoustiatis - Arahovitikos - Diminitis - Fokiano - Fraoula Kokkini - Galano - Georgina (oder Krassato) - Hamburg Muscat | - Kalambaki - Kaloniatiko - Katsakoulias - Karabraimis - Karnahalades - Koumari - Koundouro - Korinthiaki - Kseromaherouda Mavri - Lesviako Krasostafilo - Liatiko - Limnio | - Mavrathiro - Mavrotragano - Mavroudi - Moschomavro - Neroproimia - Pamidi - Petrokoritho - Potamisi Mavro - Prekniariko - Refosco - Ritino | - Romeiko - Rosaki - Sikiotis - Stavrohiotiko - Stavroto - Thiako Noir - Thrapsa - Tsardana - Vaftra - Vergioto - Voidomatis |
| | Zugelassene rote Rebsorten | | |

### Weiße Rebsorten
Aidani Aspro stammt vermutlich aus Kleinasien und ist heute auf den Kykladen-Inseln Santorin, Paros und Naxos weitverbreitet. Die Sorte ist gut an das heiße und trockene Klima dieser Region angepasst. Sortenrein ausgebaut ist die Sorte kaum erhältlich. Sie dient häufig in Verschnitten mit der Sorte Assyrtiko.

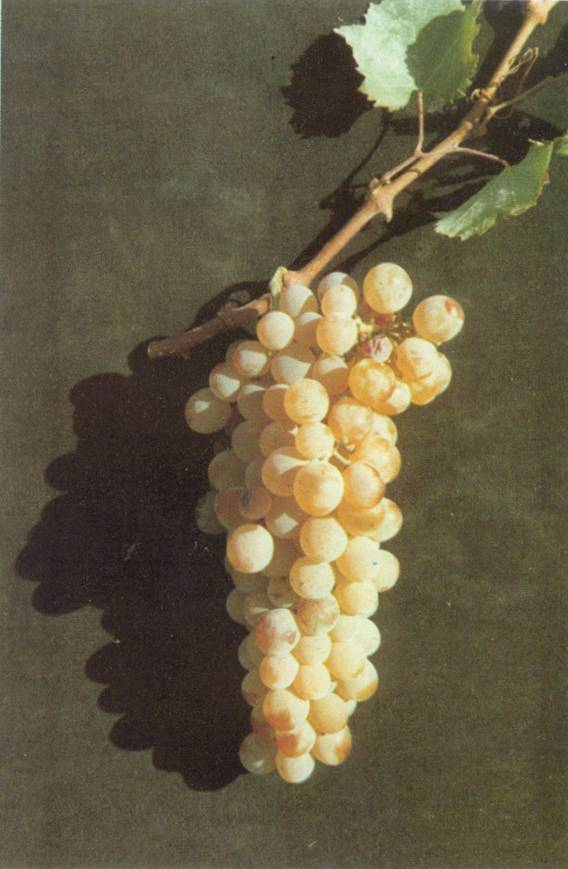
Die Weine der weißen Rebsorte Assyrtiko werden manchmal aufgrund ihres frischen aber wenig fruchtigen Charakters mit den Loireweinen Muscadet verglichen.

Assyrtiko (1106 Hektar, Stand 1999) zählt zu den hochwertigen Rebsorten Griechenlands. Selbst guter Reife behält Assyrtiko erfrischend hohe Säurewerte von bis zu 6,5 g/l (in Weinsäure gemessen). Die Weine sind nur wenig fruchtbetont, nie zu süß und mineralisch klar; ein Umstand, der unter den klimatischen Bedingungen der Kykladen erstaunlich ist. Auf der Insel Santorin zeigt die Sorte ihr ganzes Potential, ist aber auch Bestandteil des OPAP-Weins Côtes de Meliton in Chalkidiki. Dort sind die Weine aus Assyrtiko weniger mineralisch, aber fruchtbetonter. Im Mix mit Aidani Aspro und Athiri entsteht auf Santorin aus sonnengetrockneten, teilrosinierten Beeren der Dessertwein Vinsanto, der nicht mit dem italienischen Vin Santo verwechselt werden darf.
Athiri (1273 Hektar, Stand 1999) ist möglicherweise eine der ältesten griechischen Rebsorten. Der Name der Traube erinnert an ihre Herkunft von der Insel Santorin, die ebenfalls Thira heißt. Empfohlen ist ihr Anbau auf Kreta, dem Peloponnes, den Dodekanes und den Kykladen, zugelassen ist sie des Weiteren auf der Insel Euböa. Auf Rhodos entsteht ein vielbeachteter Schaumwein aus dieser Sorte. Neben ihren Qualitäten als Keltertraube wird sie lokal auch als Tafeltraube geschätzt, da sie über einen süßen Saft verfügt. Die Beerenschale ist jedoch zu dünn, um die Beeren schadlos zu transportieren. Athiri reift im späten August oder frühen September. Der Wein hat ein fruchtiges Aroma sowie einen vollen Geschmack bei mittlerem Alkohol- und geringem Säuregehalt. Durch den Verschnitt mit Assyrtiko erhält der Wein mehr Struktur. Mit der Sorte Athiri fanden griechische Forscher das bislang einzige Verbindungsglied zur Familie der Malvasier-Trauben.
Die Rebsorte Chardonnay (36,1 Hektar, Stand 1999) erfreut sich aufgrund ihrer Qualität weltweiter Beliebtheit und wird seit den 1980er Jahren in weiten Teilen Griechenlands angebaut. Sie ist anpassungsfähig und bringt in vielen Anbaugebieten ansprechende Weine hervor. Die Trauben reifen in Griechenland in den letzten zehn Augusttagen. Die Sorte leidet schnell unter Trockenstress und wird daher überwiegend im kühleren Norden angebaut. In einigen Lagen kann der Chardonnay spätfrostgefährdet sein, da er bereits Mitte März austreibt.
Malagousia (22,8 Hektar, Stand 1999) stammt vermutlich aus der Region um Nafpaktos am Golf von Korinth. Sie ist nach ihrer Wiederentdeckung hauptsächlich in Makedonien zu finden, wird aber auch in Attika und auf dem Peloponnes angebaut. Aus der aromatischen Rebsorte lassen sich Weine mit vollem Körper, mittlerer Säure und Aromen keltern, die an exotische Früchte, Zitrus, Jasmin und Minze erinnern.
Die Farbe der weißen Rebsorte Moschofilero (293 Hektar, Stand 1999) liegt ähnlich wie beim Grauburgunder zwischen weiß und rot. Sie wird vor allem auf dem Peloponnes angebaut und reift Ende September oder Anfang Oktober. Aufgrund des hohen Mostgewichts, der guten Säure und der aromatischem Akzente gab es Anfang der 1990er Jahre einen Boom auf diese Sorte, die sich in gewisser Weise als griechische Chardonnay oder griechischer Gewürztraminer vermarkten lässt. Eine DNA-Analyse belegte jedoch, dass Moschofilero weder mit letztgenannter Traube noch mit dem Muskateller verwandt ist. Der Name Moscho deutet auf ihren starken Duft, der Insekten anlockt. Aus Moschofilero wird der duftige und, würzige OPAP-Weißwein Mantinia gekeltert. Außerdem wird sie für Schaumweine nach der Charmat-Methode, Roséweine, Verschnitte (mit Savatiano und Roditis) und lokal als Tafeltraube verwendet.
Roditis (7243 Hektar, Stand 1999) ist nach Savatiano die zweithäufigstangebaute Rebsorte in Griechenland. Ihr Name weist auf ihre leicht rötliche Farbe hin. Auf geeigneten Böden entstehen trockene alterungsfähige Weißweine mit fruchtigem Aroma, durchschnittlichem bis hohem Alkoholgehalt und einem frischen Bouquet. Aus Roditis werden säurebetonte Weine gewonnen. Sie wird häufig, wie beim Retsina, mit der Sorte Savatiano verschnitten.
Savatiano (12.747 Hektar, Stand 1999) dominiert in den Regionen Mittelgriechenland und Attika und ist wichtiger Bestandteil des Retsina. Sie zeigt eine gute Widerstandsfähigkeit gegen den Trockenstress. Savatiano wird meist zu wenig ausdrucksstarken Weinen verarbeitet, kann aber bei geringen Erträgen und gutem Ausbau Weißweine mit ausgeglichenem Geschmack erbringen. Im Idealfall zeigt der Wein Früchtearomen wie Zitrone, Kiwi, Pfirsich, Erdbeere, Banane oder Zuckermelone.
Vilana (566 Hektar, Stand 1999) wird auf Kreta in den Regionalbezirken Heraklion, Lasithi, Rethymno und Chania angebaut. Vilana reift im warmen Klima der Insel ab Mitte September. Wenn Vilana korrekt angebaut wird, erhält man aufgrund der Säure gut strukturierte Weine mit einem mittleren bis hohen Alkoholgehalt einem mittelstarken Aroma. Die Traube neigt zu schneller Oxidation und muss bei der Lese bis zur Kelterung umsichtig behandelt werden. Vilana findet Eingang in den trockenen Weißweinen von Peza und Sitia.
| \| \| Zugelassene weiße Rebsorten \| | \| \| Zugelassene weiße Rebsorten \| | \| \| Zugelassene weiße Rebsorten \| | \| \| Zugelassene weiße Rebsorten \|                                                                                                 |
| --- | --- | --- | --- |
| - Agaliko - Agerota - Agoustoulidi - Agrida - Agriostafida - Agrioglikadi - Aidani - Alexandria - Alipora - Ampelaitis - Assyrtiko - Batiki - Begleri - Dafnato - Dafni - Damiatis - Dermatas - Flaska | - Glikerithra - Goustolidi - Migdali - Moschatella - Kakotrigis - Katsakoulias - Katsano - Kritiko - Kseromaherouda - Kidonitsa - Kontokladi | - Muscat di Trani - Opsimo - Opsimo de Prosotzani - Opsimos Edessis - Opsimos Soufliou - Pavlos - Petroulianos - Platani - Plyto - Potamisi | - Skiadopoulo - Sklava - Tsaousi - Thrapsathiri - Thiako Blanc - Tourkopoula - Valaitis - Vidiano - Vilana - Zakinthino - Zoumiatiko |
| | Zugelassene weiße Rebsorten | | |